# История города Брауншвейга

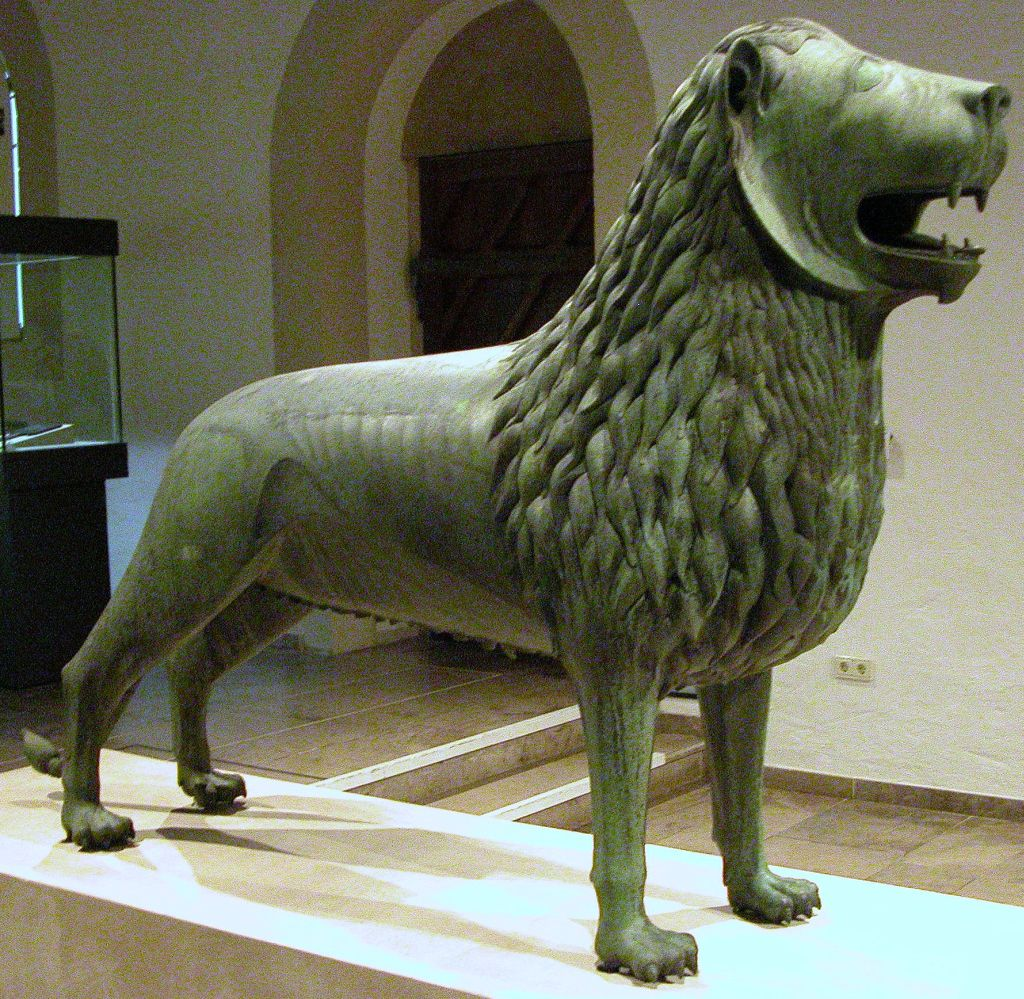
Брауншвейгский лев создан около 1166 года и с тех пор является символом города

По легенде история города Брауншвейга началась в 861 году, но документально подтверждена с 1031 года. История города полна разнообразных взаимозависимостей и пересечений и тесно связана с историей политических образований, которые также носили или до сих пор носят название Брауншвейг. Примером тому является герцогство Брауншвейг-Люнебург (1235—1806), герцогство Брауншвейг (1814—1918), Свободное государство Брауншвейг и Брауншвейгская земля (1918—1946), а также район Брауншвейг, правительственный округ Брауншвейг и Брауншвейгская земля. Город Брауншвейг являлся соответственно столицей данных политических образований.
Описать истоки и ранний период истории города Брауншвейга на основании исторических документов представляется достаточно сложным, поскольку, с одной стороны, никаких оригинальных документов, датируемых ранее 1031 года, не существует, а с другой стороны, современный город возник не из одного, а из пяти основанных независимо друг от друга поселений, которые окончательно объединились в «Брауншвейг» только в 1671 году. У каждого из этих поселений были свои ратуша, городской совет, собственная приходская церковь и разная структура населения. И в наши дни эти места носят старые имена: Альтевик (нем. Altewiek), Старый город (нем. Altstadt), Хаген (нем. Hagen), Новый город (нем. Neustadt) и Зак (нем. Sack).

## Следы ранних поселений
В ходе археологических раскопок, проводившихся в районе Венден (около 6 км к северу от центра города), было обнаружено много инструментов из кремня, по которым можно предположить о существовании поселений на этой территории ещё 10 тысяч лет назад. Рядом с местной церковью был найден бронзовый топор эпохи позднего бронзового века (приблизительно XIV—XIII века до н. э.). Погребальная урна из раннегерманского кремационного захоронения доримского железного века датируется V веком до н. э. Саксонские поселения на территории современного Брауншвейга датируются периодом после 500 года н. э. Были ли разрушены уже существовавшие здесь поселения, до настоящего времени не установлено.

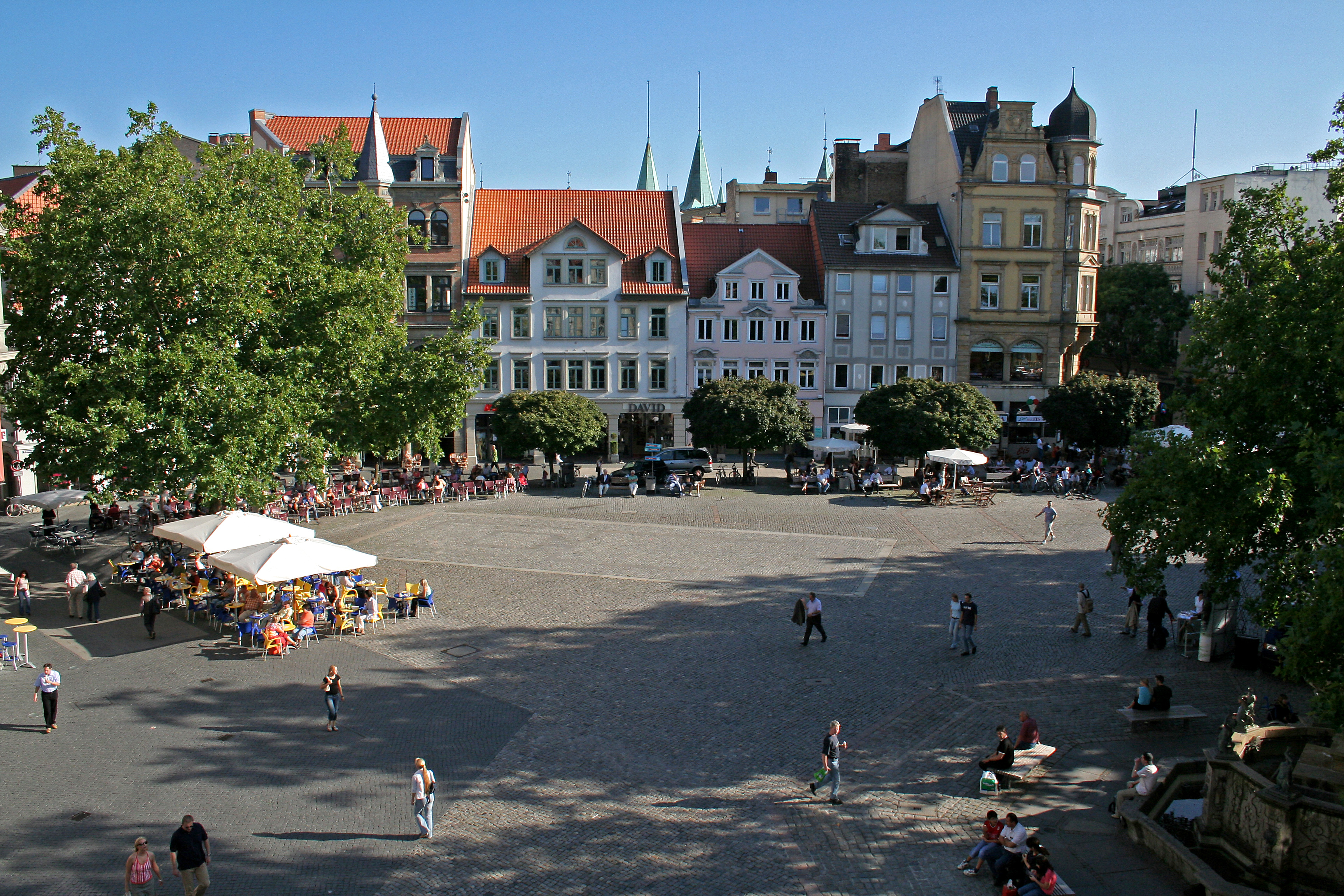
Брауншвейгская площадь Кольмаркт: в центре хорошо видны очертания церкви Святой Ульрики X века

Раскопки, проводившиеся в 1970-80-е годы в центре города и вблизи Окера показали, что судя по горизонту поселения постоянное заселение следует фактически отнести к IX веку. В 1972 году в ходе строительных работ в южной части территории снесённого в 1960 году Брауншвейгского дворца был обнаружен колодец, деревянные детали которого относятся к X веку. В ходе раскопок на Кольмаркте были обнаружены остатки нескольких церквей, самые древние из которых относятся к периоду 850—900 годов. На раскопках несохранившейся церкви Святой Ульрики были обнаружены остатки поселений, например, керамика IX века. Вокруг церкви располагалось захоронение с 36 гробами из цельных деревьев, в которых помимо человеческих останков находились вложенные фибулы с эмалевыми украшениями в форме крестов.

## Средние века

### Легенда об основании

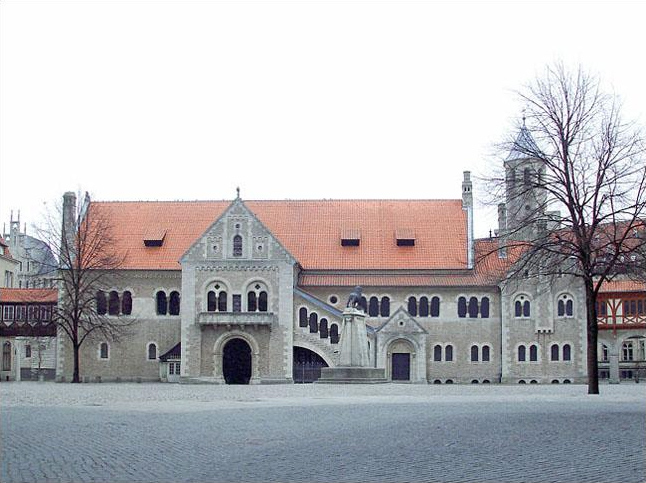
Крепость Данквардероде

По легенде, которая отслеживается до XIII века (см. Брауншвейгская рифмованная хроника), первое поселение на территории современного Брауншвейга было основано в 861 году.
В рифмованной хронике указано:
herzoge Brun dher greyf an / eyn erve dhes herzichtoumes / dher was eyn zelge disses boumes / dher andere herzoge Otte / ich hophe daz uns icht spotte / she scripht, an dher ich horte / we von herzogen Brune worte / begunnen daz nu heyzet Bruneswich / unde de borch algelich / dhe ittewenne darzo lach / dhe men Thanquarderode jach.
Герцог Брун вступил в права / наследника в герцогстве; / он был ветвью этого древа; / другой герцог Оттон. / Я надеюсь, что этот источник нас не обманывает / из него я узнал / как герцог Брун начал то, / что ныне называется Брауншвейгом, / а также крепость, / которая прежде там располагалась, / которую назвали Данквардероде.
Особенно подробно эта легенда была описана хронистом Германом Боте на средненижненемецком языке в Брауншвейгской хронике мира, созданной около 1500 года. В соответствии с ней два брата-сакса из рода Людольфингов Бруно и Данквард решили покинуть город Гандерсгейм, где правил их брат Оттон, чтобы обосноваться в другом месте. На броде через Окер, где Карл Великий разорил село во время Саксонских войн, Данквард решил возвести церковь в честь апостолов Петра и Павла и крепость Данквардероде. Бруно повелел одновременно возвести дома там, где в Старом городе Брауншвейга находится Яичный рынок, и помимо того, пожертвовал средства на церковь Святого Якова. В конечном итоге Бруно дал этому месту своё имя: Брунесвик (Bruneswiek).
Сообщение Германа Боте об основании города заканчивается словами:
Brunswiek is von daghe to daghe, von jaren to jaren beter, starker, mechtiger geworden unde is eyne kronen unde eyn speygel des landes to Sassen unde der fursten to Brunswiek unde to Luneborch.
День ото дня, год от года Брунсвик становился лучше, сильнее, могущественнее и стал короной и зеркалом страны саксов при князьях Брунсвика и Люнебурга.

### Истоки и толкование имени города
В последнее время Брауншвейгская хроника мира как источник по истории основания города подверглась серьёзным сомнениям. В отсутствие надёжных исторических документов сегодня считается, что она принимает желаемое за действительное, как минимум до настоящего времени не было обнаружено никаких иных подтверждений в пользу основания поселения в 861 году.

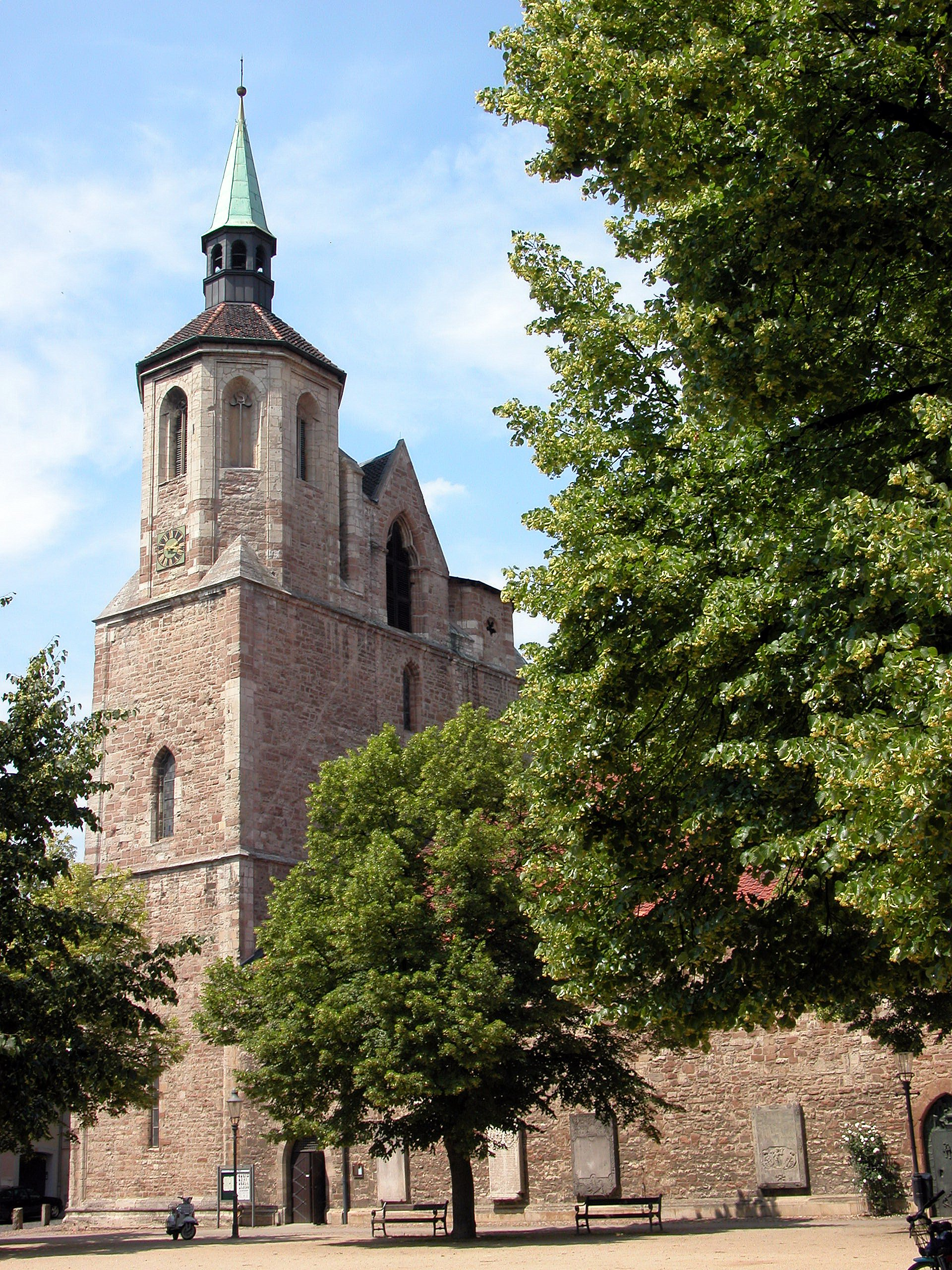
Церковь Святого Магнуса

Самое серьёзное из сохранившихся упоминаний предшествующей формы нынешнего названия города датируется 1031 годом в грамоте об освящении церкви Святого Магнуса в поселении Альтевик. В ней место, где освящена церковь, обозначено как brunesguik.
В течение столетий постоянно выдвигались самые разнообразные и часто противоречившие друг другу теории происхождения и значения названия «Брауншвейг», ссылавшиеся на более или менее достоверные исторические источники, а в отсутствие таковых заключения делались по аналогии.
Изначально название поселения, вероятно, Brunesguik, Brunswik, Bruneswiek, согласно одной версии состоит из Brun(s)- (Бруно, имя собственное его основателя) и германского суффикса -wik. В другой интерпретации Brun может также объясняться проводившимся в этих местах выжигании леса для посадки культурных растений (нем. Brandrodung).
В рамках симпозиума «Brunswiek — название и корни нашего города», состоявшегося 25 марта 2006 года, Леопольд Шютте и Юрген Удольф выдвинули версию об индогерманских корнях слова. Согласно этой теории Brun означает либо «бровь» (нем. Augenbraue), либо «край, выступающая кромка», например, горной гряды или холма. Так, Клинт, возвышенность в Брауншвейге, мог повлиять на название города или послужить его объяснением.
Самое раннее упоминание названия Braunschweig в его современной форме относится к 1573 году. Оно появилось в ходе постепенного вытеснения средненижненемецкого языка из чиновничьего обихода для передачи старого названия Brunswiek. Тем самым современное название города не имеет отношения ни к коричневому цвету (нем. braun), ни к повелительной форме глагола «молчать» (нем. schweig).

### Город в Средние века

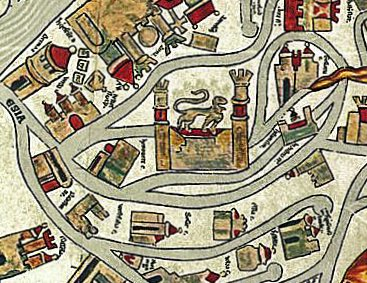
Брауншвейг и Брауншвейгский лев на Эбсторфской карте (ок. 1300)

Развитию города не в последнюю очередь способствовали благоприятные топографические и политические условия. Во-первых, поселение находилось на пересечении важных средневековых торговых путей: с запада (Нижний Рейн) через Зост и Минден на восток в Магдебург, где находилась важная переправа через Эльбу. Во-вторых, Окер от Брауншвейга была судоходным (есть свидетельства о существовании порта в XIII веке), что позволяло по Аллеру и Везеру добраться до крупного торгового города Бремена и участвовать в морской торговле. Помимо этого к морю вели дороги через Штаде, Бардовик и Люнебург, а также в Гамбург и Любек. Кроме того, Брауншвейг соединяли дороги с Хильдесхаймом, Гандерсхаймом, Госларом, Хальберштадтом и Лейпцигом. Благодаря тесным политическим отношениям, которые Бруноны поддерживали с Фризией и Мейсенским маркграфством, город превратился в важную торговую площадку. С X века городом правили Бруноны, которые, вероятно, являлись потомками основателя города Бруно. Брунон Экберт II основал монастырь Святого Кириака, где был впоследствии похоронен. Его сестра Гертруда Брауншвейгская выступила основательницей монастыря Святого Эгидия, через её дочь Рихензу Нортхеймскую и дочь последней Гертруду Супплинбургскую Саксонское герцогство и город Брауншвейг в конечном итоге отошли Генриху Льву.

### Генрих Лев и подъём Брауншвейга

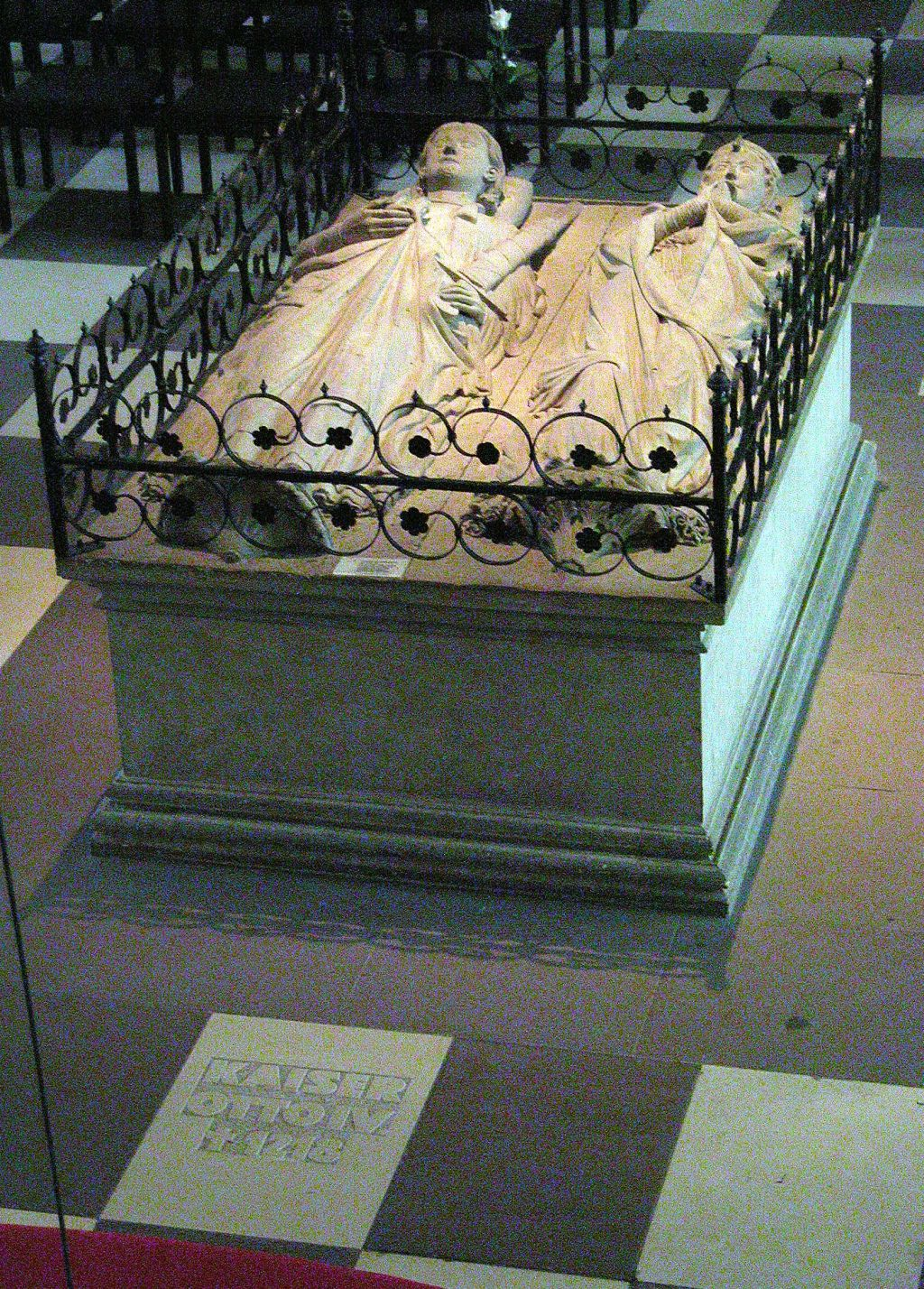
Брауншвейгский собор, могила Генриха Льва, Матильды Плантагенет и их сына Оттона IV

Вельф Генрих Лев (1129—1195), герцог Саксонии и Баварии и племянник Фридриха Барбароссы назначил Брауншвейг своей резиденцией, тем самым усилив свою власть и укрепив город. Он расширил крепость Брунонов Данквардероде и превратил её в свой пфальц. Он приказал сжечь находившуюся в крепости церковь 1030 года и возвести на её месте Брауншвейгский собор. Строительство собора началось в 1173 году, незадолго до смерти герцога в 1195 году он был практически готов. Освящение состоялось 29 декабря 1226 года. Помимо пяти поселений Альтевик, Альтштадт, Хаген, Нойштадт и Зак вокруг крепости Данквардероде существовали ещё два посёлка с особыми правами — Эгидиева слобода (нем. Aegidienfreiheit) и Крепостная слобода (нем. Burgfreiheit).
Власть Генриха в империи возросла настолько, что в 1166 году он повелел отлить из бронзы символ своих властных амбиций — Брауншвейгского льва, который был установлен на площади перед собором. Брауншвейгский лев — первая отдельно стоящая бронзовая скульптура, появившаяся севернее Альп. Брауншвейгский лев сразу стал символом города и попал на его герб.

## Свободный ганзейский город

### Брауншвейгские смены
Вместе с Гентом и Парижем Брауншвейг считался одним из самых бурлящих городов Европы в начале Нового времени. Постоянно возникали конституционные конфликты, выражавшиеся в городских волнениях, которые в Брауншвейге получили название «смены».
Первая «смена» состоялась в 1293-94 годах и получила название «Смена гильдейских мастеров». Причиной конфликта стало стремление ремесленных цехов участвовать в городском правительстве, где до этого преобладали патриции и крупные купцы. Доминирование купечества привело к росту торговли и её значения для города, а также к участию в Ганзе. Гильдии укрепили своё влияние в управлении городом. Спусковым крючком для эскалации конфликта послужило вступление в борьбу за господство в городе герцога Альбрехта II и его брата Генриха I. Каждый из братьев поддерживал конкурирующие стороны: Генрих — цеховых мастеров, а Альбрехт — правившее городское правительство. Попытке Генриха захватить Альтштадт воспрепятствовали жители, объявив правителем города Альбрехта и принеся ему присягу. После этого Генрих договорился с братом о совместном владении городом. Генрих приказал казнить восставший совет гильдий и восстановил в правах старый городской совет.
Вторая «смена» произошла в 1374—1380 годах и получила название «Великая смена». Она была вызвана недовольством большими долгами города. В 1374 году городской совет был захвачен и удерживался революционными силами до 1376 года. В ходе волнений было убито восемь членов городского совета. Уцелевшие патриции использовали своё влияние в Ганзе, чтобы объявить Брауншвейг торговую блокаду. Город был временно исключён из Ганзы в 1375—1380 годах. В итоге город столкнулся с тяжелейшими экономическими проблемами.
По окончании беспорядков в 1386 году в устав города было внесено изменение, позволившее гильдиям участвовать в работе городского совета.

### Независимость

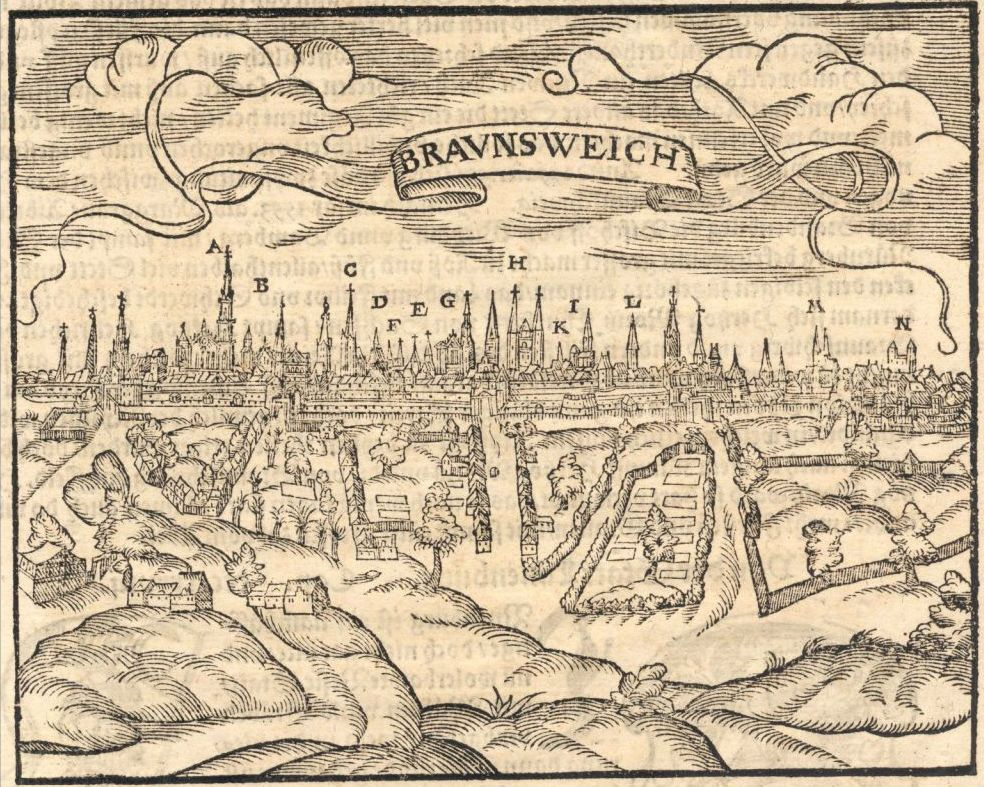
Брауншвейг в 1550 году

Наряду с городом Брауншвейгом Генриху Льву отошло и герцогство Брауншвейг-Люнебург, ставшее частью владений Вельфов. Впоследствии в результате раздела наследства герцогство распалось на несколько государств. В XIV веке сформировалось княжество Брауншвейг-Вольфенбюттель, к которому относился и город Брауншвейг.
В 1430 году город Брауншвейг добился городской независимости, в связи с чем Вельфы были вынуждены перенести свою резиденцию в ближайший Вольфенбюттель и проживали там до возвращения города в княжество в 1671 году. Политическое положение Брауншвейга в позднее Средневековье до потери независимости в середине XVII века сравнимо со статусом вольного имперского города.

### Эпоха Ганзы

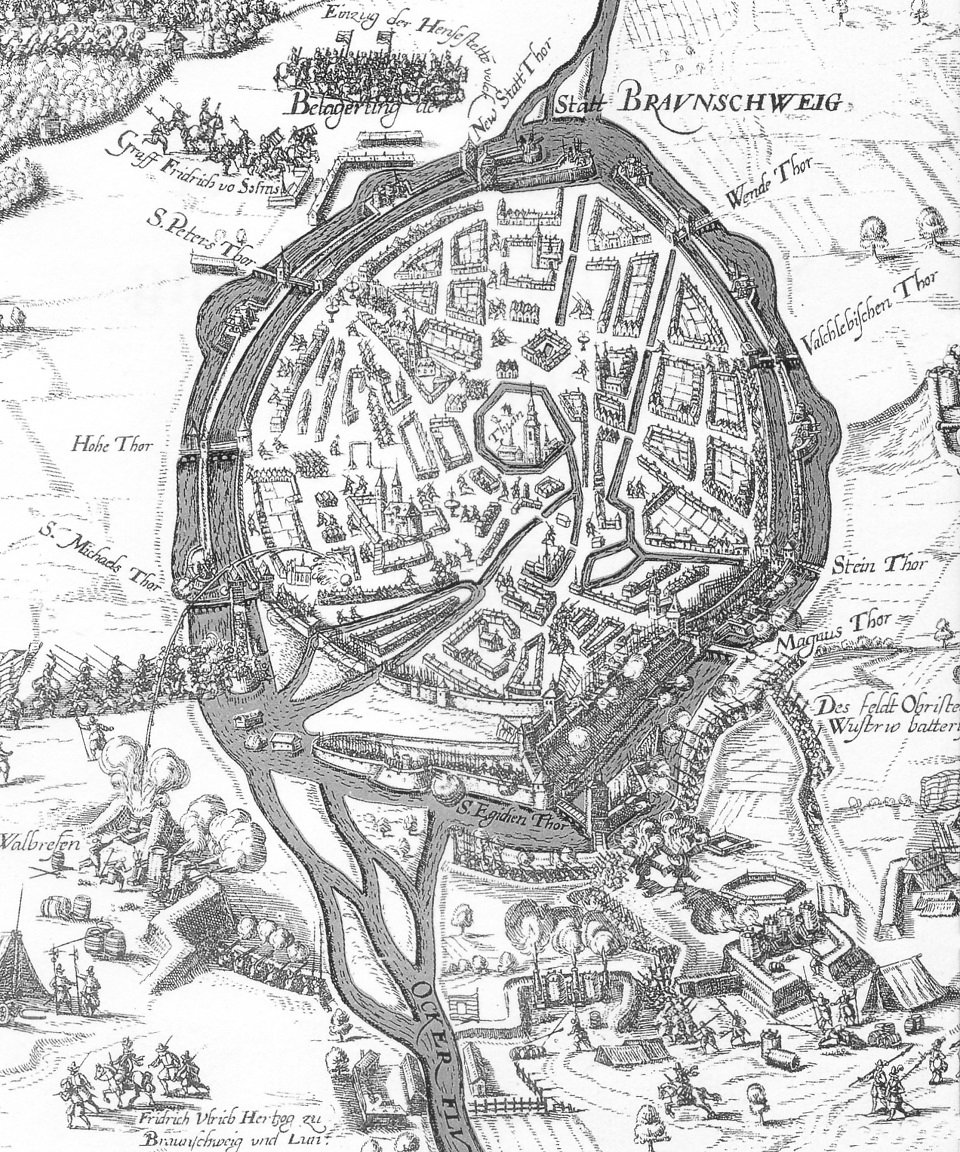
Брауншвейг во время осады 1671 года

С 1245 по 1490 годы Брауншвейг заключил 57 союзов с другими городами с целью обоюдной защиты торговли и военной помощи на случай внутренней и внешней угрозы. С середины XIII века Брауншвейг являлся членом Ганзы. Масштабная союзная политика Брауншвейга впоследствии способствовала превращению Ганзы из союза купечества в союз городов. Благодаря своему удачному положению и многочисленным привилегиям, которыми пользовалось брауншвейгское купечество, город превратился в одну из самых главных торговых площадок в Средней Германии и поддерживал широкие контакты по всей Северной Европе. Ганза вмешивалась и во внутреннюю политику городов, если это было необходимо для укрепления властных отношений. Волнения во время Великой смены в Брауншвейге привели к временному исключению города из состава Ганзы. Ганза полностью запретила всю торговлю с городом и возникшими экономическими проблемами оказала поддержку правящим кругам.
Начиная с 1494 года Брауншвейг стал ведущим городом среди ганзейских городов Саксонии и представлял их интересы на съездах Ганзы. В 1476 году вольный город Брауншвейг укрепил свои позиции в отношениях с князьями Брауншвейга-Вольфенбюттеля, заключив военный союз с 18 другими ганзейскими городами. Союзные договоры предусматривали военную взаимопомощь от Ганзейского союза для защиты от территориальных правителей. Необходимость в ней возникла в связи с постоянно усиливавшимся вмешательством брауншвейгских герцогов в дела автономного города.
Во время многочисленных тяжёлых осад города, предпринимавшихся брауншвейгскими герцогами в XVI—XVII веках, Ганзейский союз оказывал Брауншвейгу как финансовую, так и военную помощь, направляя войска для снятия осады. Благодаря своим союзным договорам, в частности с Республикой Соединённых провинций, Брауншвейгу удалось сохранить свою независимость до 1671 года. После заката купеческого союза в XVII Брауншвейг в 1669 году был среди девяти оставшихся ганзейских городов и в том же году вместе с Бременом, Данцигом, Гамбургом, Гильдесгеймом, Любеком, Кёльном, Оснабрюком и Ростоком участвовал в последнем съезде Ганзы старого формата в Любеке.
Несколько зданий современного Брауншвейга, как, например, Альте-Ваге, Старая городская ратуша, Гевандхаус и некоторые фахверковые дома сохранились со времён Ганзы и свидетельствуют о былом богатстве города.

### Реформация

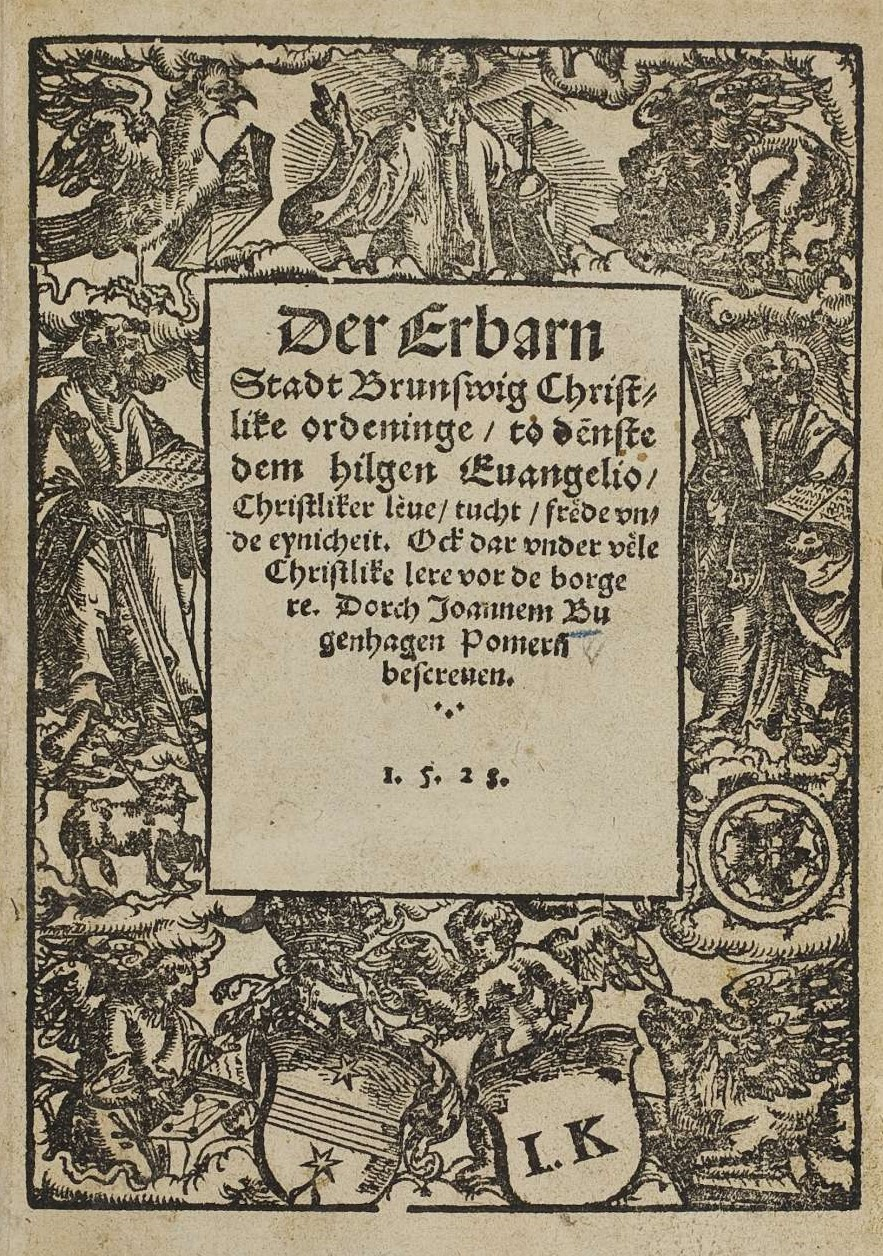
Церковный устав Брауншвейга 1528 года

Лютеранское учение получило распространение в Брауншвейге в 1521 году благодаря Готшальку Крузе. Первая месса на немецком языке прошла в Брауншвейгском соборе на Пасху 1526 года. В 1528 году в город прибыл реформатор Иоганн Бугенхаген, проповедовавший новое учение в Братской церкви. За три месяца Бугенхаген составил на нижненемецком языке церковный устав, который был затем повсеместно принят. 6 сентября 1528 года было объявлено об официальном вводе Реформации на всех церковных кафедрах города.

### Тридцатилетняя война
Благодаря искусным политическим действиям, а также хорошим укреплениям Брауншвейг сумел без потерь пережить смуту Тридцатилетней войны. Брауншвейгу удалось избежать судьбы соседних городов, например, Вольфенбюттеля, который был занят имперскими войсками 19 декабря 1627 года, или Магдебурга, который был сильно разрушен 20 мая 1631 года (см. Магдебургская свадьба), и не пускать чужеземные войска на постой. В 1619 году собрание представителей северных городов приняло решение о том, что Нижнесаксонский имперский округ, в который они входили, будет сохранять нейтралитет. В 1632 году король Швеции Густав II Адольф принял Брауншвейг под свою защиту, в 1635 году город присоединился к Пражскому мирному договору. В 1648 году городские привилегии Брауншвейга были закреплены мирным договором с Вестфальским мирным договором.

## От бюргерского города к городу княжескому

### Утрата городской автономии в 1671 году
В 1671 году после почти трёх недель осады и обстрела 20 тысячами человек и 75 пушками герцогу Рудольфу Августу и его младшему брату Антону Ульриху удалось занять Брауншвейг. Город был ослаблен Тридцатилетней войной и тяжёлой эпидемией чумы 1657-58 годов. В 1671 году спустя почти 250 лет город вновь оказался под властью герцогов. Утрата городом свободы привела к ликвидации пяти старых поселений, разоружению города, взысканию всего городского имущества и учреждению нового городского совета, полностью подконтрольного герцогу, который расположился в Новой городской ратуше. На город были возложены расходы на содержание герцогского гарнизона, численность которого достигала 5000 человек. В Сером дворе, некогда принадлежавшем цистерцианцам, поселился герцог, а герцогский двор поначалу оставался в Вольфенбюттеле. Лишь в 1753 году герцог Карл I перенёс свою резиденцию в новый Брауншвейгский дворец.

### Строительство укреплённого бастиона с 1692 года

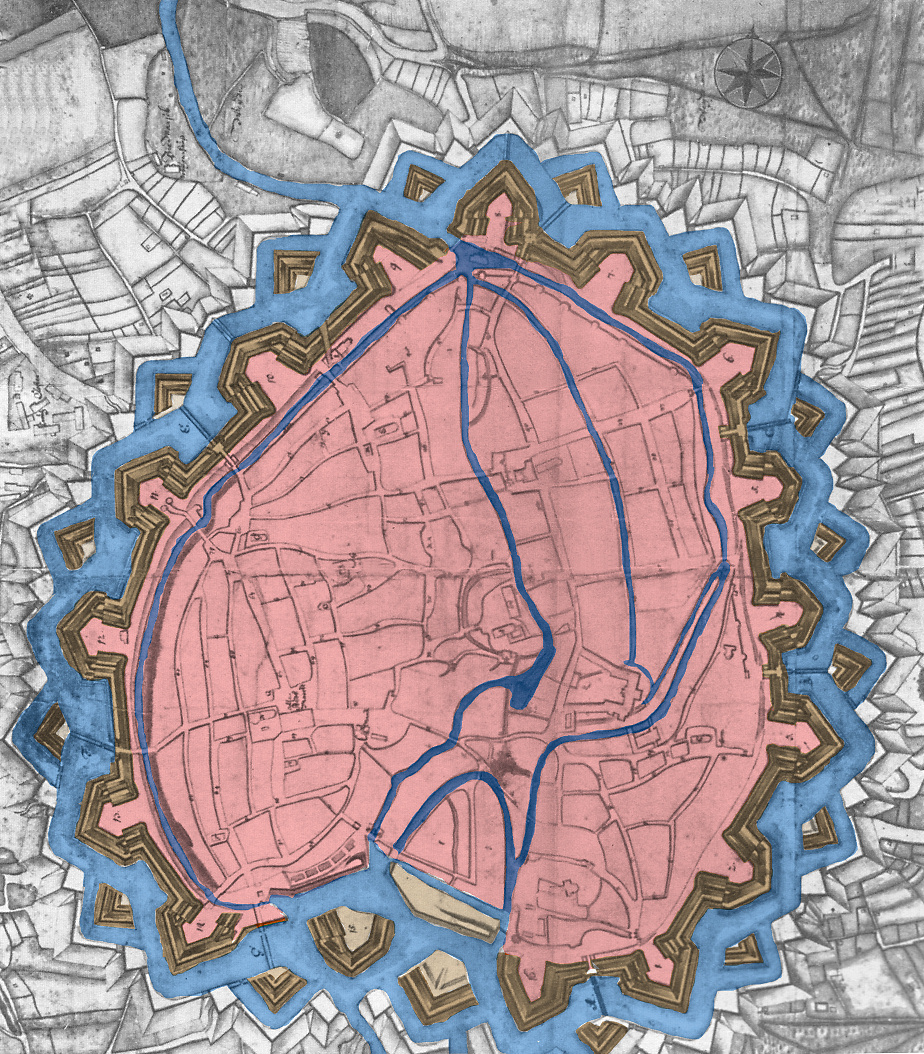
Укреплённый Брауншвейг. 1765

При разоружении города герцог получил городскую артиллерию. В 1692 году архитектор крепостей Иоганн Каспар фон Фёлькер приступил к перестройке городских укреплений в бастион. Он проектировал сооружение укреплений по нидерландскому образцу, внося при этом собственные изменения, что позволило говорить о «фёлькерской манере». В результате появился бастион, а также полигональные земляные рвы с куртинами, равелинами и гласисом. Помимо наёмных рабочих и ремесленников в целях экономии на строительстве также использовался труд солдат и арестантов. К моменту смерти Фёлькера строительные работы ещё продолжались. Его преемник Иоганн Георг Мёринг работал на строительстве укреплений до 1740 года. Расходы на строительство на 1741 год достигли рекордной суммы в 601 320 талеров, под них потребовалась площадь в 1,73 кв. км, для чего потребовалось переселить жителей. Уже на этот момент было очевидно, что способ укрепления города устарел. В течение XVIII века в ведении войн перешли от осады к открытым полевым сражениям. Несмотря на это, в 1762 году во время Семилетней войны после осады французами укрепления были перестроены ещё раз. Наряду с укреплением имевшихся построек было построено 5 деревянных фортов («Фердинанд», «Георг», «Фридрих», «Карл» и «Св. Леонард»), а также полевые укрепления. После войны ставшие ненужными укрепления были снесены в 1803 году под руководством Петера Йозефа Краэ, а на их месте появились сохранившиеся до настоящего времени вальные укрепления.

### Экономическая политика герцогов

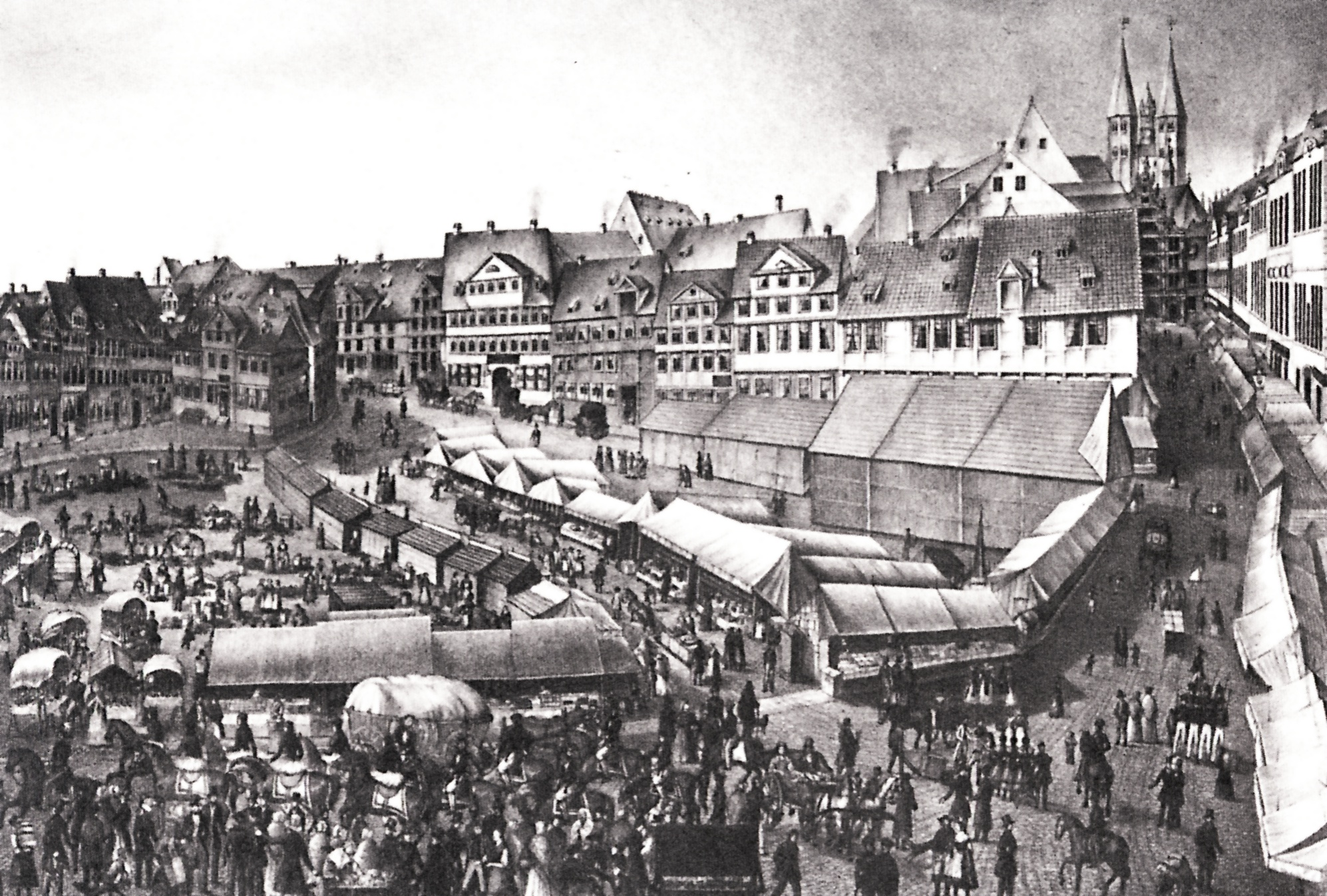
Ярмарка на Кольмаркте. 1840

Овладев городом, герцог пытался восстановить былую экономическую мощь богатого ганзейского города и несмотря на протесты Лейпцига и Франкфурта учредил две ежегодные торговые ярмарки. Расцвет брауншвейгских ярмарок пришёлся на XVIII век, когда они стали крупным экономическим фактором. В период с 1764 по 1807 годы среднее количество посетителей зимней ярмарки составляло 2034 человек, а летней — 2935 человек. В XIX веке брауншвейгские ярмарки утратили своё значение.

### Архитектура и инфраструктура в XVIII веке
После переезда в город в 1753 году княжеского двора из Вольфенбюттеля Брауншвейг стал всё больше приобретать облик города-резиденции и города чиновничества. Представительские интересы князей нашли отражение в многолетней перестройке (с 1715 по 1790 годы) Серого двора в дворец-резиденцию. В 1763-65 годах южная часть крепости Данвардероде была перестроена для герцога Фердинанда в «дом Фердинанда». В город были проложены новые дороги, а улицы внутри города вымощены. Уличное освещение было проведено в 1765 году. Для защиты от инфекционных болезней при Карле I кладбища были вынесены за городские ворота. По герцогскому указу от 9 марта 1802 года о сносе городских укреплений и обустройстве на месте валов прогулочных бульваров, например, Лёвенваля, под руководством Петера Йозефа Краэ началось постепенное расширение территории города. Снос городских укреплений продолжался до 1831 года.

### Духовная и культурная жизнь

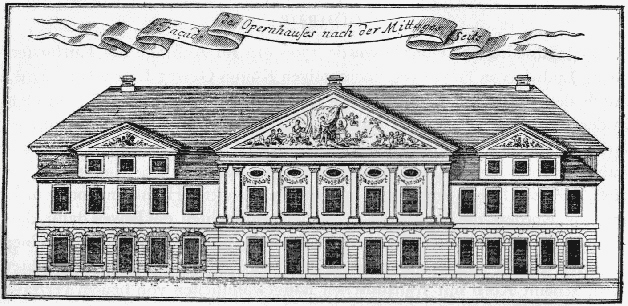
Здание оперы на Хагенмаркте

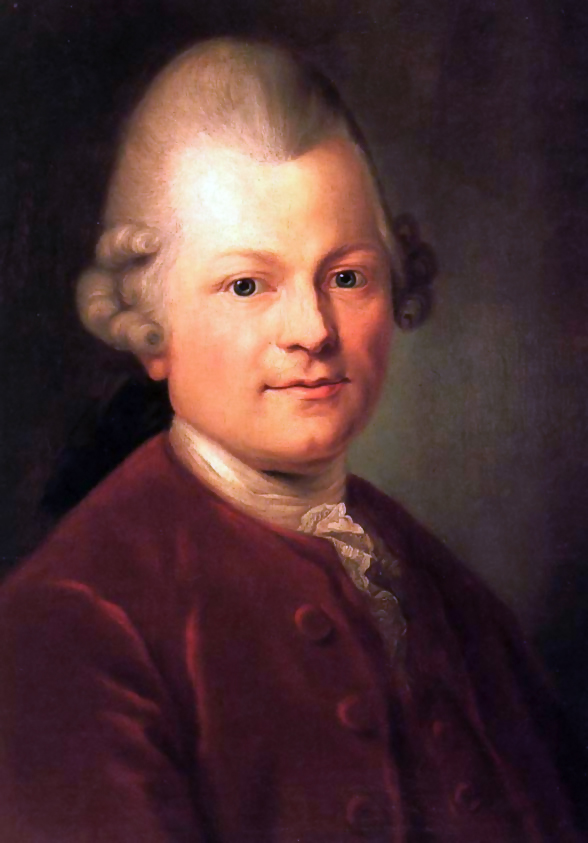
Готхольд Эфраим Лессинг

Эпоха барокко в Брауншвейге связывается в первую очередь с герцогом Антоном Ульрихом, по распоряжению которого недалеко от Вольфенбюттеля был построен Зальцдалум, барочная резиденция с французским садом развлечений. Оперный театр, открывший свои двери при Антоне Ульрихе в 1690 году, оставался центром культурной жизни города до 1861 года. Художественный Музей герцога Антона Ульриха, открывшийся в 1754 году, носит имя своего основателя. По предложению придворного проповедника Иоганна Фридриха Вильгельма Ерузалема герцог Карл I основал Карловский коллегиум (лат. Collegium Carolinum), ставший предшественником современного Брауншвейгского технического университета. В Карловский коллегиум были приглашены знаменитые учёные, например, Карл Кристиан Гертнер, Иоганн Арнольд Эберт, Конрад Арнольд Шмид, Юстус Фридрих Вильгельм Цахариэ и Иоганн Иоахим Эшенбург, превратившие его в центр эпохи Просвещения в Северной Германии. Центральное место в кругу брауншвейгских учёных занимал Готхольд Эфраим Лессинг, который благодаря хлопотам Эберта с 1770 года руководил библиотекой герцога Августа в Вольфенбюттеле. 13 марта 1772 года в оперном театре на Хагенмаркте состоялась премьера его «Эмилии Галотти». Лессинг умер в Брауншвейге в 1781 году и был похоронен на кладбище Святого Магнуса. Премьера «Фауста» Гёте 19 января 1829 года в постановке Эрнста Августа Фридриха Клингемана также состоялась в Брауншвейге.

### Французская оккупация 1806—1813 годов

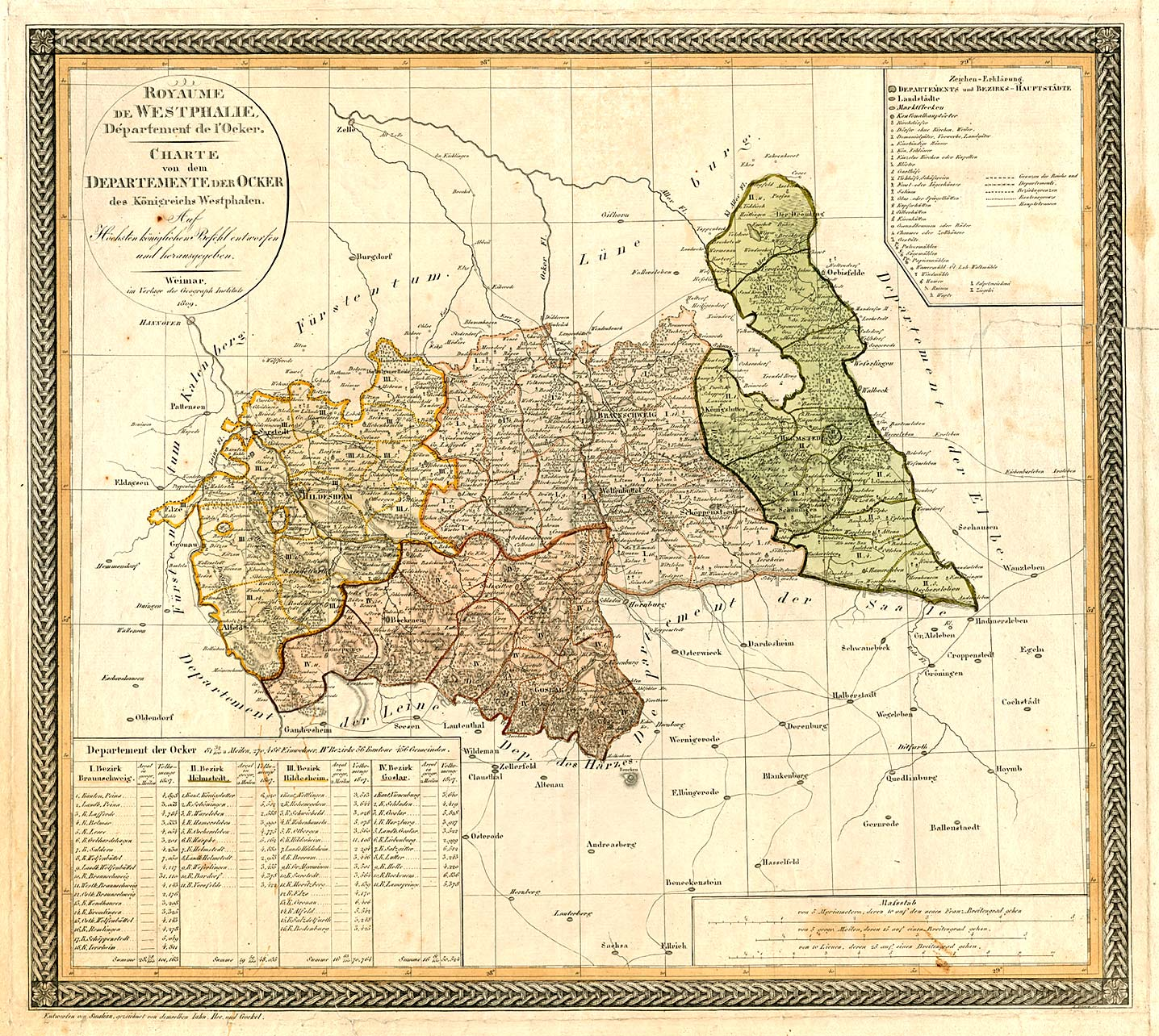
Департамент Окер. 1809

В 1806 году герцог Брауншвейга Карл Вильгельм Фердинанд, служивший генерал-фельдмаршалом в прусской армии, получил смертельное ранение в битве при Йене и Ауэрштедте. В соответствии с заключённым после битвы Тильзитским миром Брауншвейг был оккупирован наполеоновскими войсками и с июля 1807 года по октябрь 1813 года являлся столицей департамента Окер в составе созданного королевства Вестфалия, также распущенного в 1813 году.

### Город-резиденция герцогства Брауншвейг в 1814—1918 годах
После Венского конгресса в 1814 году на смену исчезнувшему княжеству Брауншвейг-Вольфенбюттель пришло герцогство Брауншвейг. Сначала Брауншвейг входил в окружную дирекцию Вольфенбюттель, а затем в 1825 году получил право на городское самоуправление. Другими важными вехами в развитии города стали новое устройство земель герцогства Брауншвейг от 12 октября 1832 года, а также Общее положение о городах герцогства Брауншвейг 1834 года.
Началось строительство городских органов власти. Сначала в 1830 году город выкупил дом Клайне-Бург под ратушу. С 1848 года председатель магистрата стал именоваться обер-бургомистром. Эту должность первым занял Генрих Каспари (до 1879 года). По Положению о городах 1850 года городской магистрат стал органом городского управления, которому подчинялось собрание городских депутатов.
Одновременно с формированием городских органов власти в 1838 году с вводом в эксплуатацию железной дороги между Брауншвейгом и Вольфенбюттелем, ставшей первой железной дорогой в государственном управлении, в Брауншвейге началась индустриализация.

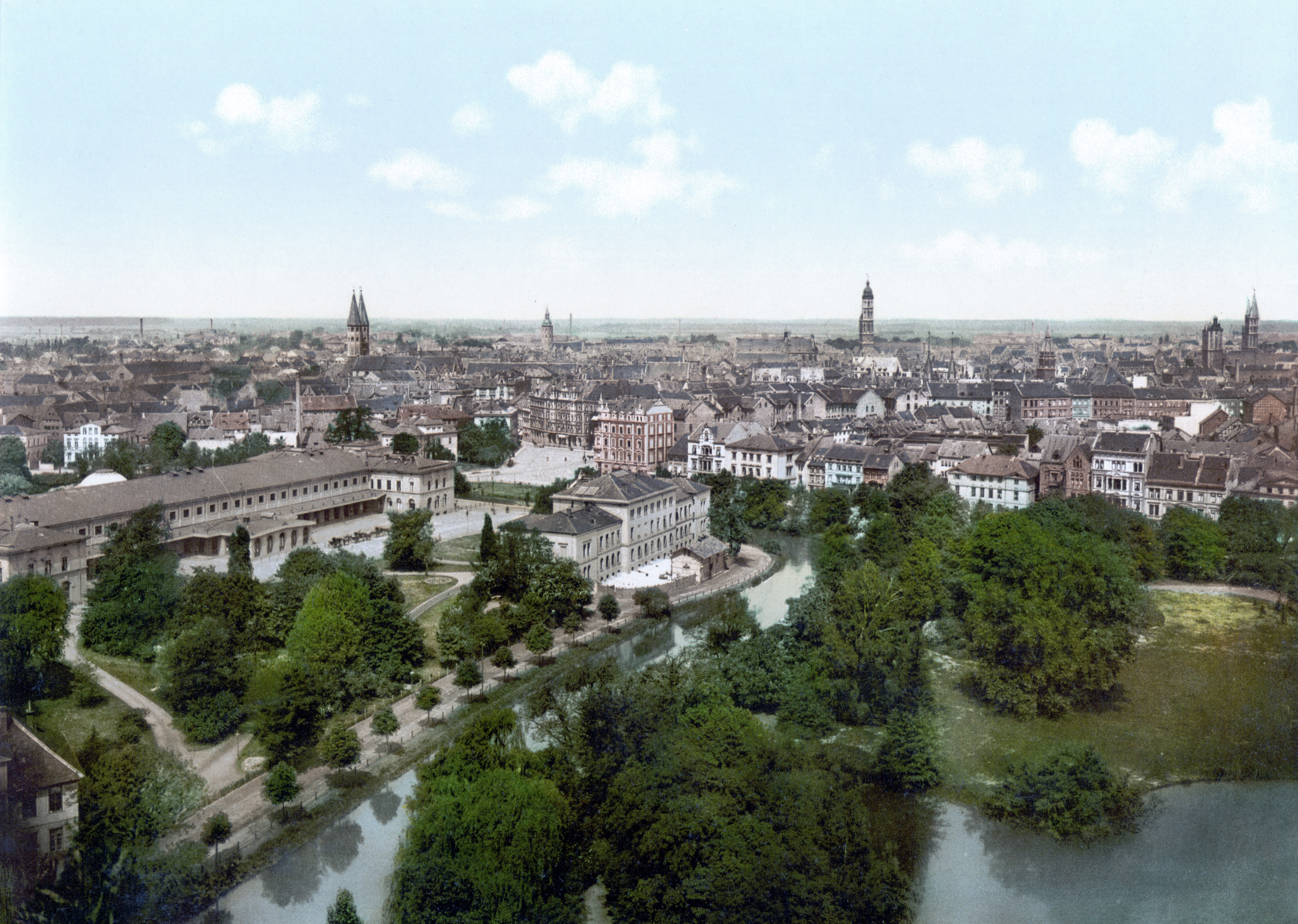
Брауншвейг в 1900 году

В Австро-прусско-итальянской войне 1866 года герцогство Брауншвейг сначала в последний момент выступило на стороне Пруссии и тем самым избежало угрожавшей ему аннексии, которая коснулась вельфского Ганновера после битвы при Лангензальце. В 1871 году герцогство вошло в состав Германской империи. После смерти герцога Вильгельма Брауншвейгского, последнего Вельфа нового дома Брауншвейга, не оставившего наследника, до середины 1913 года Брауншвейгом управлял совет регентов. Ганноверская линия Вельфов, имевшая право наследования, по политическим причинам не рассматривалась в качестве наследников. Бундесрат Германской империи под давлением Пруссии издал соответствующий закон. Лишь после бракосочетания Виктории Луизы, дочери императора Вильгельма II, и принца Эрнста Августа Брауншвейг-Люнебургского, состоявшегося 24 мая 1913 года, Вельфы и Гогенцоллерны помирились, и представитель Вельфов вновь стал правителем города и земли Брауншвейг.

## Веймарская республика

### Ноябрь 1918 — май 1919 года: между войной и миром

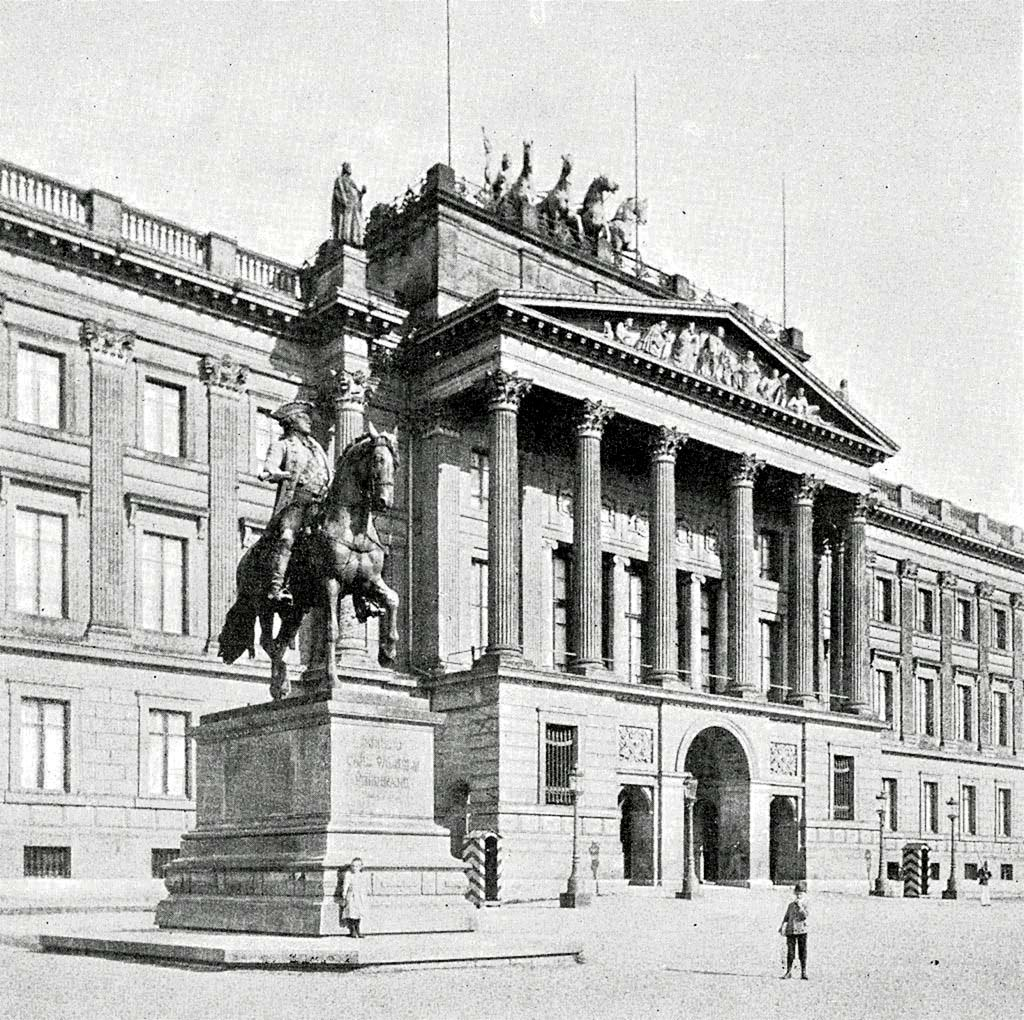
Центральная часть Брауншвейгского дворца

В конце Первой мировой войны Германская империя погрузилась в глубокий экономический, социальный и политический кризис, приведший в конечном итоге к Ноябрьской революции. 9 ноября 1918 года в Берлине император Вильгельм II отрёкся от власти, канцлером стал Фридрих Эберт. Филипп Шейдеман объявил о создании республики, а Карл Либкнехт провозгласил «свободную социалистическую республику Германии».
Вечером 8 ноября 1918 года Август Мергес (НСДПГ) вынудил отречься от власти герцога Эрнста Августа Брауншвейг-Люнебургского. Политическое руководство после отречения герцога взял на себя совет рабочих и солдатских депутатов. 10 ноября 1918 года совет рабочих и солдатских депутатов объявил о создании правительства, сформированного из членов НСДПГ. Была провозглашена социалистическая республика Брауншвейг, её первым президентом по предложению Зеппа Эртера стал Август Мергес. 22 февраля 1919 года НСДПГ и СДПГ сформировали коалиционное правительство под председательством Зеппа Эртера, а брауншвейгский ландтаг принял временную конституцию, в которой носителем всей государственной власти был указан парламент.
Вследствие шаткой политической и экономической ситуации в городе и Свободном государстве Брауншвейге положение резко обострилось в начале апреля 1919 года. 9 апреля Союз Спартака призвал ко всеобщей забастовке. Во время забастовки было прекращено обслуживание проходящих железнодорожных составов, что блокировало важное сообщение между востоком и западом страны и тем самым остановило снабжение большой части Германии продуктами и углём. Этот затор вызвал транспортный хаос по всей Германии. Брауншвейгские чиновники и лица свободных профессий вышли на ответную забастовку. Начиная с 11 апреля общественная жизнь в городе замерла. Ситуация стала невыносимой, и министр по делам рейхсвера Густав Носке поручил генералу фрайкора Георгу Меркеру восстановить в свободном государстве закон и порядок. 13 апреля имперское правительство перевело Свободное государство Брауншвейг на осадное положение.
В утренние часы 17 апреля 1919 года без какого-либо сопротивления в город вошли 10 тысяч солдат и танки. Фольксвер и фольксмарине были распущены. Правительство Эртера было смещено, а земельный совет рабочих депутатов ликвидирован. Общественный порядок был восстановлен в самые короткие сроки. Меркер и брауншвейгский политик-социал-демократ Генрих Яспер договорились о формировании нового правительства. 30 апреля брауншвейгский ландтаг избрал новое коалиционное правительство СДПГ, НСДПГ и НДП. Новым премьер-министром стал Генрих Яспер.
Ситуация неожиданно быстро разрядилась, и Меркер с подчинёнными ему войсками покинул город 10 мая 1919 года. Город и Свободное государство Брауншвейг вновь обрели независимость.

### Свободное государство Брауншвейг

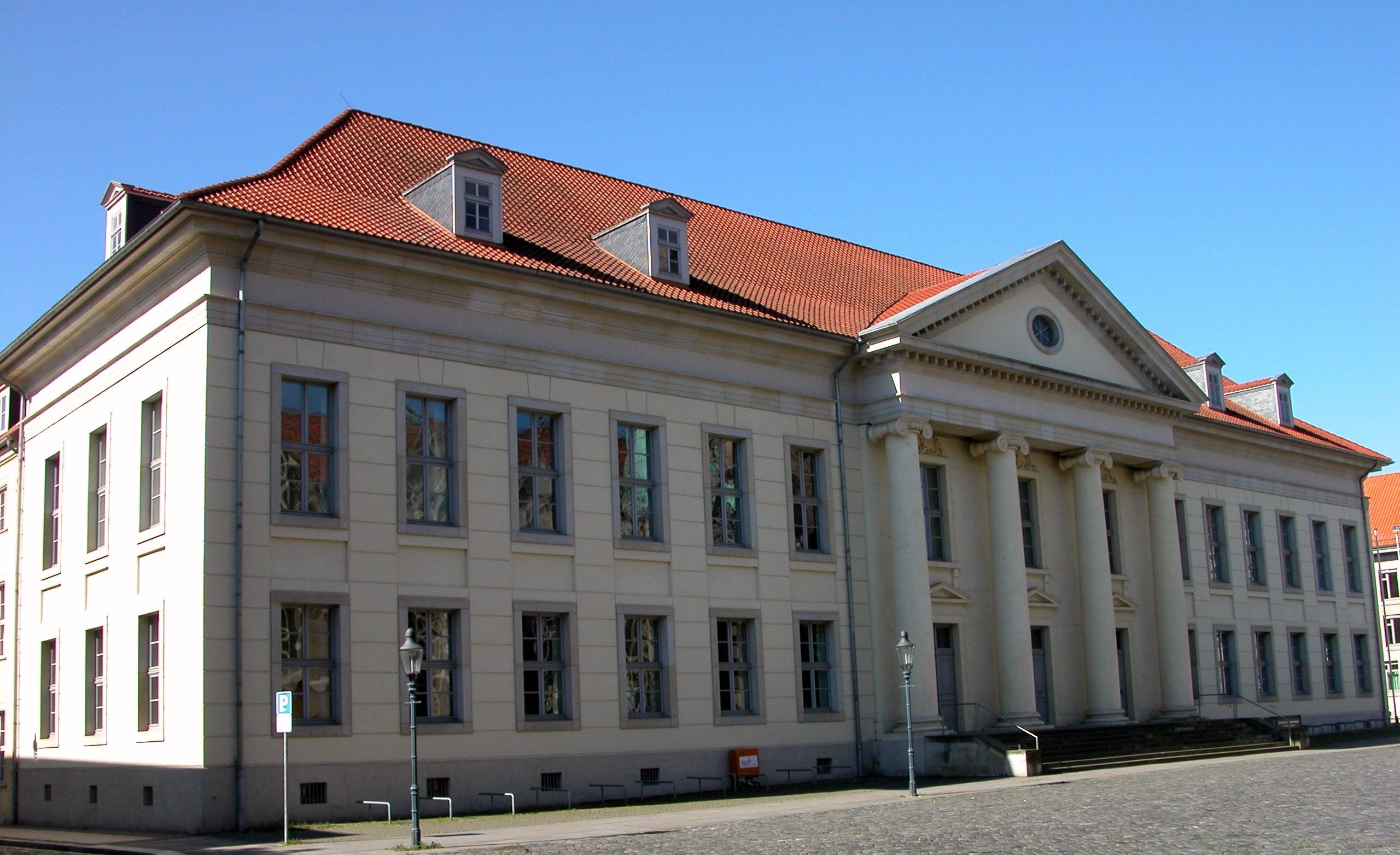
Реконструированный Провинциальный дом

После неудачи Ноябрьской революции в Брауншвейге правительство Яспера просуществовало до 22 июня 1920 года. До последнего заседания брауншвейгского ландтага, состоявшегося 13 июня 1933 года, это правительство сменяли кабинеты под руководством Эртера, Юнке, Антрика, вновь Яспера, Маркуордта, вновь Яспера, Кюхенталя и, наконец, национал-социалистское правительство Клаггеса, позаботившегося о том, чтобы ландтаг больше не собирался как не имеющий кворума.
В экономическом плане эти 13 лет в Брауншвейге охарактеризовались борьбой трудящихся за свои права, вызванной гиперинфляцией 1923 года, безработицей и бедностью. В ноябре 1922 года в городе начались серьёзные беспорядки. После создания первой местной организации в Вольфенбюттеле НСДАП приобретала всё большее влияние и новых приверженцев. Впервые НСДАП вошла в ландтаг в январе 1924 года благодаря переходу Сеппа Эртера. 4 ноября 1925 года в Брауншвейге впервые побывал Адольф Гитлер и произнёс программную речь.
С 1 октября 1930 года национал-социалисты занимали посты министров в правительстве Кюхенталя, и с ноября начались фактические запреты на профессию для членов СДПГ. Вскоре после того, как 11 октября 1931 года в Бад-Гарцбурге в 40 км от Брауншвейга антидемократически настроенные националисты объединились в Гарцбургский фронт, 18 октября 1931 года Гитлер перед Брауншвейгским дворцом принимал парад штурмовиков, в котором, как считается, приняли участие 100 тысяч человек. В ходе этой демонстрации власти завязались уличные бои, были убитые и раненые.

### Вступление Адольфа Гитлера в гражданство

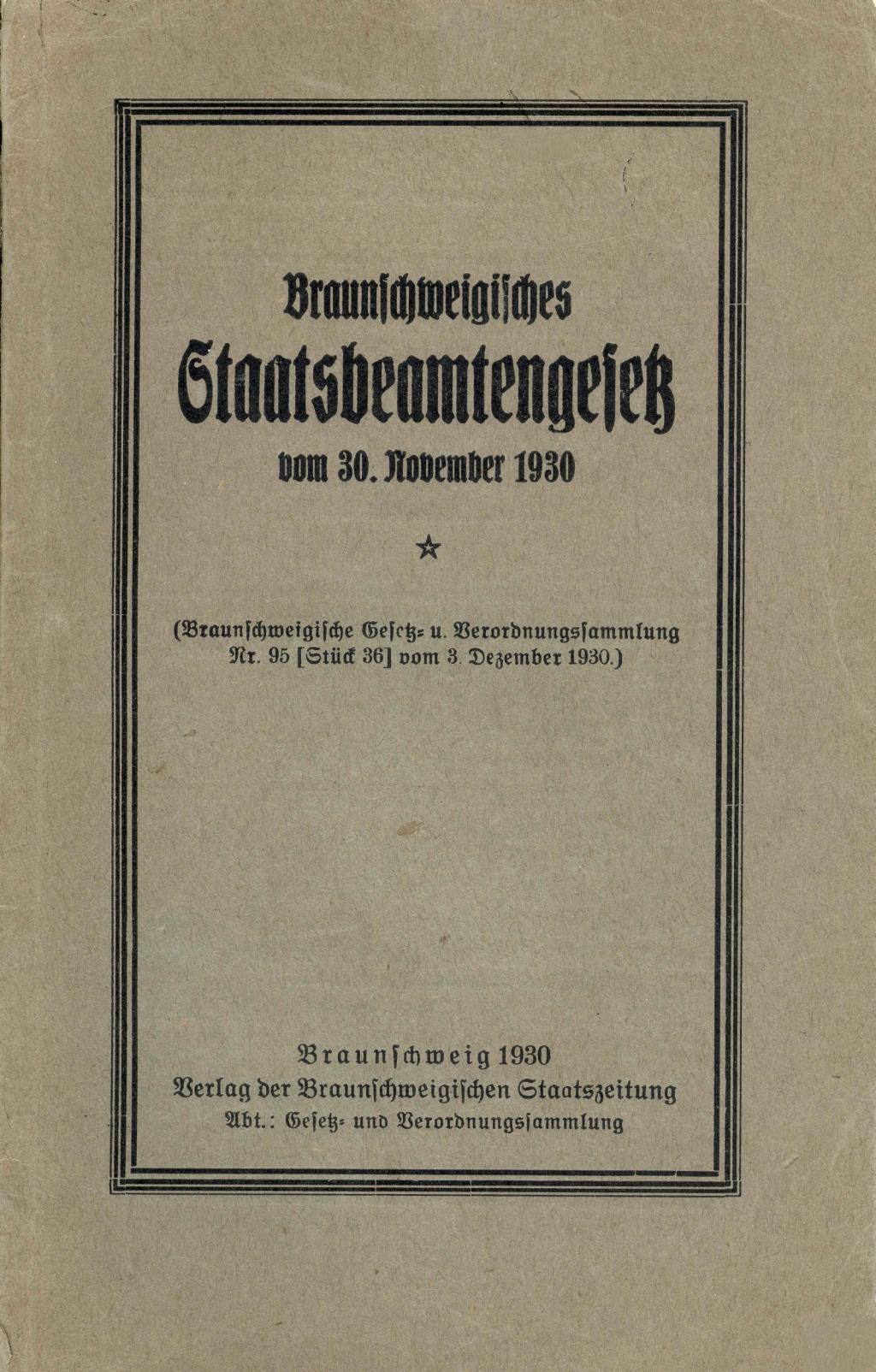
Закон о государственной службе Брауншвейга

Город Брауншвейг ошибочно обвиняют в том, что благодаря поступлению с 25 февраля 1932 года на службу правительственным советником при ведомстве земельной культуры и геодезии Брауншвейга в должности делопроизводителя при посольстве Брауншвейга в Берлине Адольф Гитлер, бывший гражданин Австрии и с 1925 года по собственному желанию лицо без гражданства, получил гражданство Германии.
Ответственность за приобретение Гитлером германского гражданства лежит не на городе Брауншвейге, а на земле Брауншвейг, Свободном государстве Брауншвейг. В отличие от Свободного государства, которое в большинстве своём было пронацистским, ситуация в городе Брауншвейг складывалась совсем иначе. Поскольку в конце XIX — начале XX века город стал индустриальным, состав населения был пролетарским. Брауншвейг уже десятилетиями был преимущественно «красным», поэтому до марта 1933 года НСДАП не имела самостоятельного значения. Гастроли Гитлера в Брауншвейге были также недолгими, и до 1932 года он появлялся в городе редко и ненадолго, а после 1932 года побывал в последний раз 17 июля 1935 года., посетив могилу Генриха Льва в Брауншвейгском соборе и новый национал-социалистический посёлок Лендорф.

## Брауншвейг при национал-социалистах

### Исходная ситуация
Национал-социалисты стали участвовать в работе органов политической власти Свободного государства Брауншвейг в отличие от других земель и государств Веймарской республики достаточно рано, ещё в 1930 году, и подолгу до прихода к власти. Тем самым у них была уникальная возможность заместить важные посты в управлении и политике Свободного государства персоналом, верным линии партии, и влиять в пользу НСДАП на политические решения и политическое развитие не только в Брауншвейге, но и в Германии в целом.

### НСДАП у власти

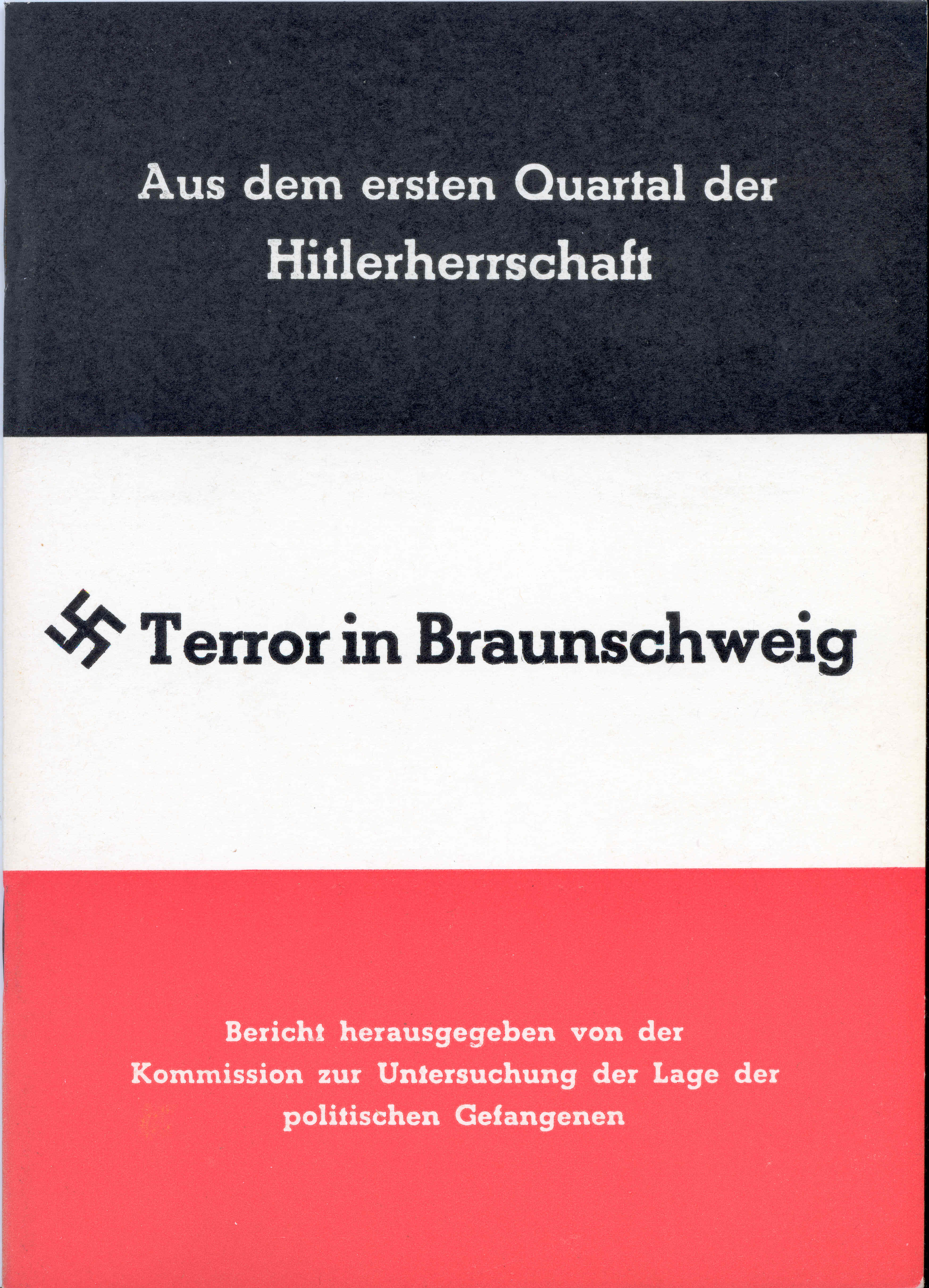
«Террор в Брауншвейге». Ганс Рейновски. 1933

После отставки социал-демократического правительства в сентябре 1930 года в брауншвейгском ландтаге из представителей Гражданского единого списка (нем. Bürgerliche Einheitsliste) и членов НСДАП было создано коалиционное правительство под председательством Вернера Кюхенталя (ГЕС), руководившего коалицией вместе со считавшимся «умеренным» Антоном Франценом (НСДАП). Францен, с 1 октября 1930 года занявший пост министра внутренних дел и культуры, был вынужден уйти в отставку спустя несколько месяцев в связи с обвинениями в протекционизме. Его преемником стал амбициозный Дитрих Клаггес (НСДАП). В кратчайшие сроки ему удалось снять с должностей демократов и умеренных чиновников, занимавших посты в юстиции, управлении и политике и назначить на освободившиеся должности ярых приверженцев НСДАП, как, например, Фридриха Альперса (министр юстиции и финансов) и Фридриха Екельна (глава СС и гестапо).

#### Сопротивление национал-социалистам
Уже вскоре после 30 января 1933 года началось сопротивление национал-социалистскому режиму. Август Мергес, президент «социалистической республики Брауншвейг» времён Ноябрьской революции, и Минна Фассхауэр, первая женщина-министр в Германии, сплотили вокруг себя людей для борьбы против национал-социалистского господства. Герман Шаде основал Союз коммунистических советов, в который вошли члены СДПГ, КПГ и беспартийная молодёжь.
В 1934—1935 годах прошла первая волна арестов представителей различных политических групп, которые были брошены в застенки, подвергались пыткам и частью умерли от последствий (например, Август Мергес, Генрих Яспер и Матиас Тайзен). Некоторым удалось выжить, как, например, Минне Фассхауэр в концентрационном лагере Моринген.

#### Репрессии и преследования
На трио Клаггеса, Альперса и Екельна легла основная ответственность за крайнюю жестокость в отношении политических противников, евреев, свидетелей Иеговы и других групп. Они пользовалось дурной славой, даже в национал-социалистских кругах Берлина ситуацию в Брауншвейге называли «новым Мехико». Властные позиции СС в Брауншвейге в это время были более прочными и сильными, чем в остальной Германии.
Особого внимания в этой связи заслуживают события, произошедшие 27 марта 1933 года и названные национал-социалистами «путчем Стального шлема», когда СС, штурмовики и регулярная полиция не допустили в местное отделение Стального шлема около 1 400 собравшихся бывших членов запрещённого Рейхсбаннера. Многие подвергались жестокому обращению, организованному и министром внутренних дел Клаггесом, на протяжении 30 часов. Другой инцидент — убийство 11 человек 4 июля 1933 года в Ризенберге, небольшом местечке в 30 км от Брауншвейга, за которое несут ответственность Екельн и Альперс. Преследования политических противников отчасти закончились их смертью, а также показательными процессами и помещением в концентрационные лагеря, как, например, для Эрнста Бёме или Отто Гротеволя.

#### Преследование евреев

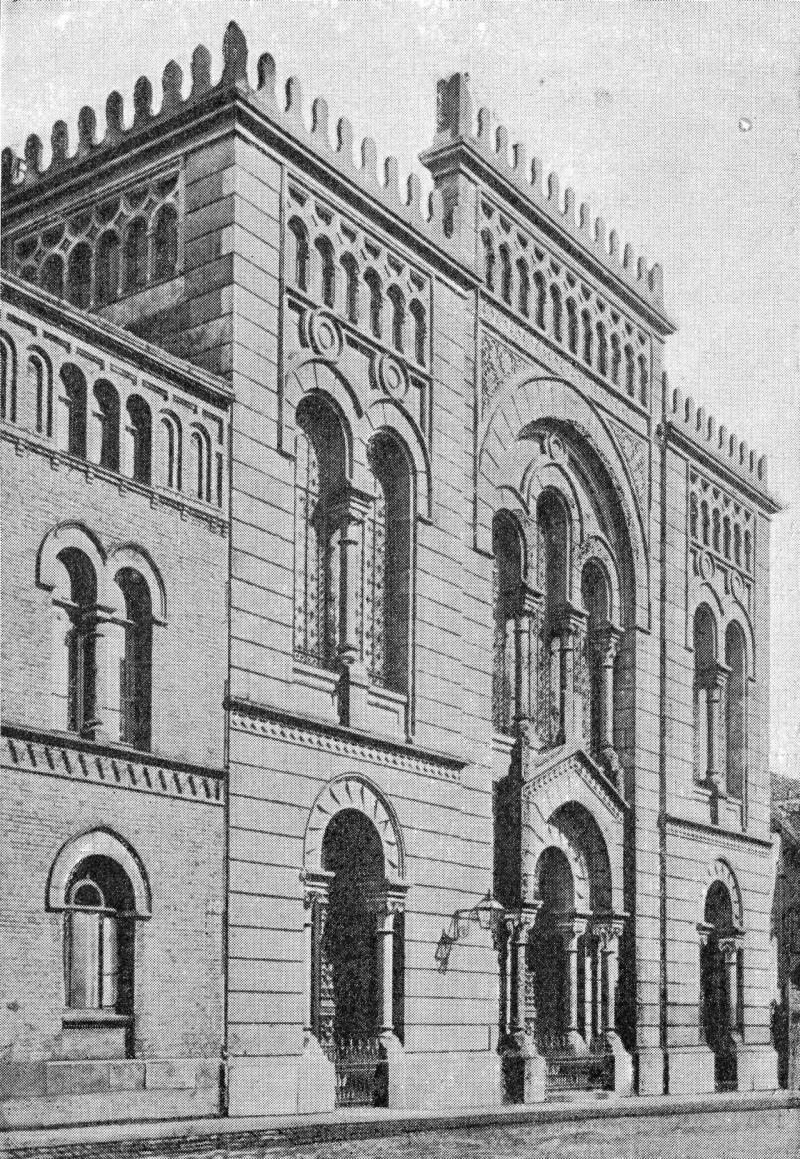
Новая синагога 1873 года была разрушена во время ноябрьских погромов 1938 года

В 1933 году в Брауншвейге согласно данным переписи населения проживало 682 еврея. Лишение прав, репрессии и преследования евреев начались в Брауншвейге благодаря влиянию НСДАП раньше, чем в остальной Германии. И здесь активное участие приняли Клаггес, занявший пост премьер-министра с 6 мая 1933 года, Альперс и Екельн с помощью аппарата подавления, созданного ими из СА, СС — «вспомогательной полиции». 11 марта 1933 года Альперс организовал первые антисемитские расправы в городе, которые в национал-социалистической пропаганде получили название «штурм магазинов».
Екельн также выступил в Брауншвейге организатором прошедшей по всей стране Хрустальной ночи с 9 на 10 ноября 1938 года, жертвами которой стали многочисленные евреи, а их имущество подверглось уничтожению. Министерство внутренних дел Брауншвейга позднее сообщило, что из 1 500 проживавших в Свободном государстве евреев, осталось только 500, а из проживавших в городе — только 226. Многие евреи выехали из Брауншвейга специальными транспортами. Последний из них покинул город 14 мая 1941 года. После этого проводилась только депортация в несколько концентрационных лагерей и лагерей смерти. Всего в Брауншвейге было организовано 12 таких транспортов, первый отправился 21 января 1942 году в Ригу, последний — 25 февраля 1945 года, которым евреи из так называемых смешанных браков были отправлены в концентрационный лагерь Терезиенштадт. Документально установлена смерть 196 брауншвейгских евреев. Фактическое количество жертв значительно выше.

#### Планы Клаггеса в отношении Брауншвейга

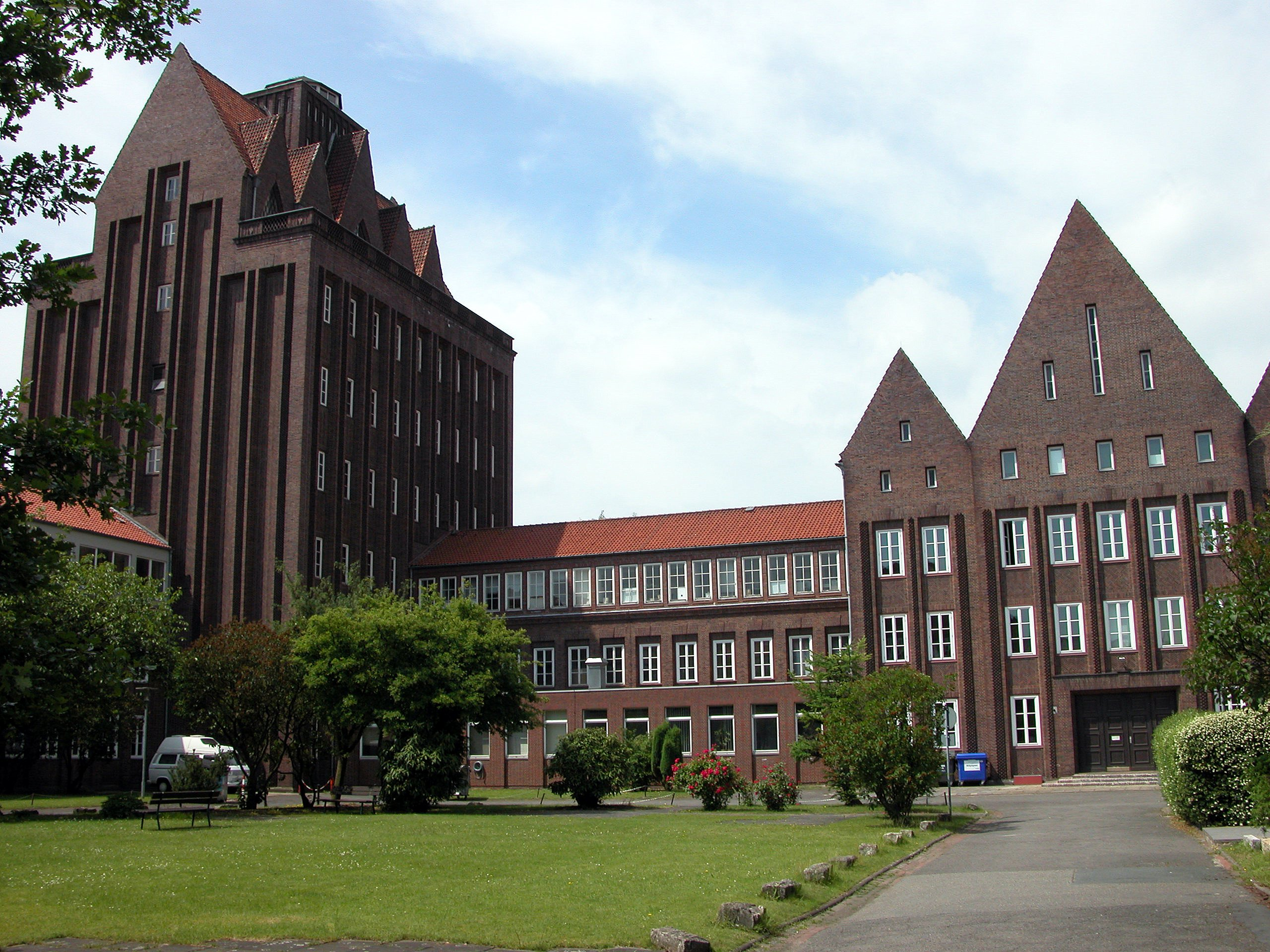
Бывшая Высшая школа имени Бернхарда Руста (внутренний двор), сейчас Брауншвейгский музей естественной истории

Национал-социалист премьер-министр Клаггес с самого начала поставил перед собой цель превратить Брауншвейг и Свободное государство в образцовый национал-социалистический регион, чтобы обрести как можно большую независимость от берлинского дирижизма и укрепить собственные позиции. Он резко отвергал идею интеграции Свободного государства Брауншвейг с Пруссией. Гитлер сам заверил Клаггеса, что Брауншвейг как культурный центр будет сохранён и не войдёт в какой-нибудь «рейхсгау Ганновер». Чтобы укрепить собственную власть, Клаггес попытался организовать новый гау — «Остфалию» со столицей в Брауншвейге под его собственным руководством. В этом его поддержали представители образованной брауншвейгской буржуазии, средние слои, торгово-промышленная палата и евангелическая церковь Брауншвейга.
Преследуя эту цель, Клаггес прилагал все усилия для того, чтобы укрепить политические и экономические позиции Брауншвейга. Первым знаком стало бурное строительство в городе и его окрестностях. Появились «образцовые национал-социалистические посёлки», главными из которых были Лендорф, Машероде и Дитрих-Клаггес-штадт.

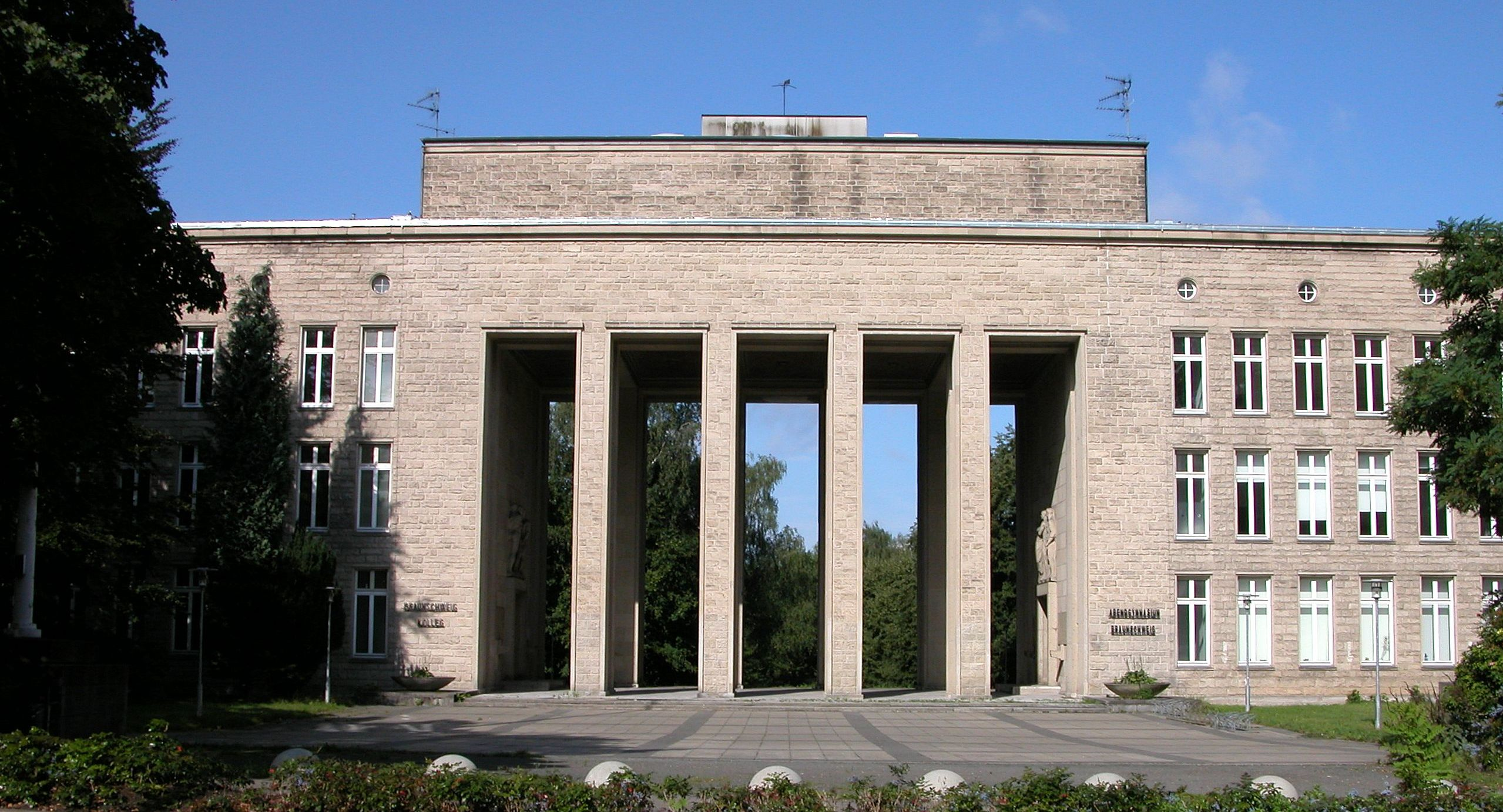
Бывшая Академия руководителей молодёжи, сейчас Брауншвейгский колледж

Затем Клаггес привлёк в город важные национал-социалистические учреждения, например, Академию руководителей молодёжи при гитлерюгенде, Немецкий испытательный центр аэронавтики, Школу руководителей немецких ремесленников, районную школу руководителей гитлерюгенда, 2-е командование воздушного флота, построенный для Германа Геринга имперский охотничий двор «Герман Геринг», юнкерскую школу СС, размещавшуюся в Брауншвейгском дворце, Высшую школу имени Бернхарда Руста и школу командиров Имперской службы труда.
В экономике Брауншвейг стал центром военной промышленности нацистской Германии. Наиболее важные предприятия: Büssing AG (грузовые автомобили), Rollei и Voigtländer (точные оптические приборы), Karges & Hammer, заводы Лютера (боевые самолёты), Bühler AG (танки), Нижнесаксонские моторные заводы (авиационные двигатели), Schmalbach-Lubeca, заводы Шуберта (стальные шлемы) и завод Volkswagen. В этих целях город был соединён с автомагистралью и Среднегерманским каналом.
В непосредственной близости от Брауншвейга развивались другие крупные промышленные центры, имперские заводы Германа Геринга (в составе наблюдательного совета которых был Клаггес) и завод Volkswagen в Фаллерслебене.

### Годы войны

#### Разрушение старого Брауншвейга
До войны в центре Брауншвейга было 2 800 домов, построенных в течение столетий в различных архитектурных стилях. Эдельтраут Хундертмак составила в 1941 году следующий список::
| Архитектурный стиль                 | Доля в % |
| ----------------------------------- | -------- |
| Готика                              | 6,7      |
| Ранний ренессанс                    | 4,2      |
| неопределённые типы                 | 11,1     |
| Ренессанс                           | 8,7      |
| Барокко                             | 24,9     |
| Рококо                              | 11,5     |
| Классицизм                          | 10,7     |
| Постклассицизм                      | 2,5      |
| Эпоха грюндерства и довоенное время | 19,2     |
| современность [= 1941]              | 0,5      |

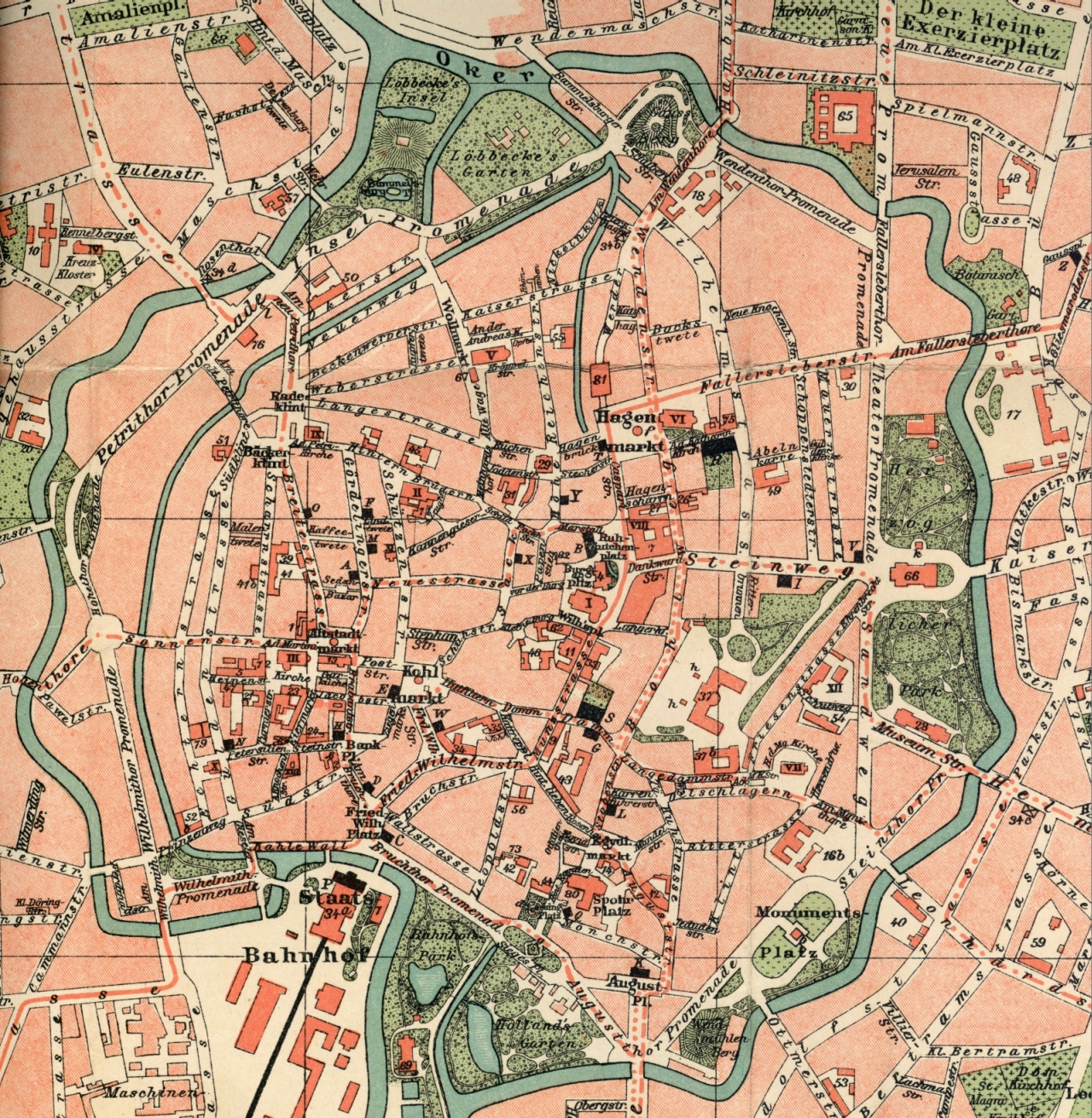
Брауншвейг в 1899 и 1944 годах

Во Вторую мировую войну фахверковый центр Брауншвейга был сильно разрушен многочисленными авианалётами (степень разрушения более 90 %), и облик города изменился. Целые жилые кварталы и улицы подверглись таким разрушениям, что к настоящему времени из 800 фахверковых домов в довоенном Брауншвейге сохранилось лишь около 80. С лица города вследствие полного разрушения исчезли целые улицы, как Беккерклинт и Никкелькульк.
Больше 40 ударов британских и американских ВВС были направлены сначала на предприятия оборонной промышленности и другие важные военные объекты. Начиная с 1943 года авианалёты стали интенсивнее и имели целью всю территорию города (см. Big Week весной 1944 года).

#### Бомбардировка 15 октября 1944 года

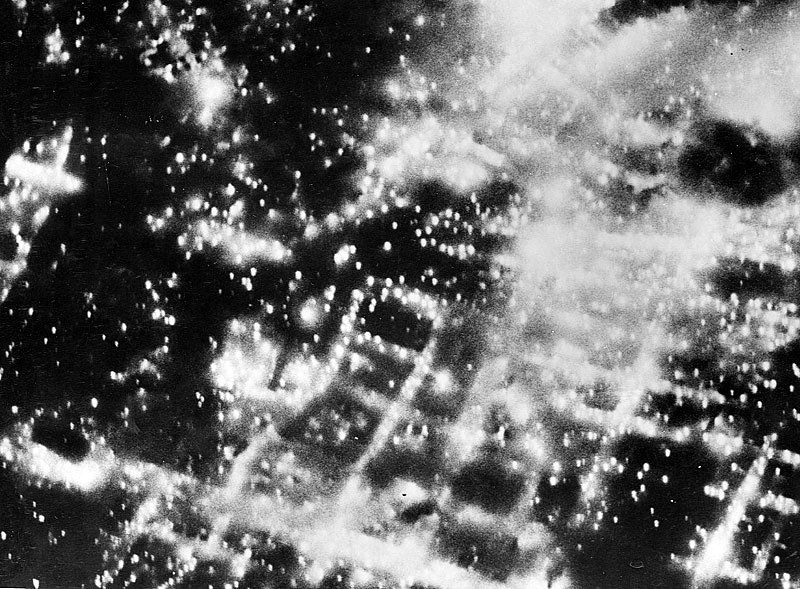
Горящий центр Брауншвейга 15 октября 1944 года

В результате разрушительной бомбардировки Брауншвейга в ночь с 14 на 15 октября 1944 года был почти полностью уничтожен центр города площадью в 150 га, что составило 90 % исторической застройки.) Почти все церкви получили серьёзные повреждения. Сотни фахверковых домов были уничтожены бушевавшим два с половиной дня огневым штормом. Британцы использовали в бомбардировке смесь из 200 тысяч фосфорных, зажигательных и детонирующих бомб, чтобы нанести как можно больший урон пожарами, которые сложно тушить. По иронии судьбы разрушения не коснулись основной цели бомбардировок — Брауншвейгского собора, который национал-социалисты превратили в «национальную святыню». В октябре 1944 года в городе проживало лишь 150 тысяч человек. По последним оценкам в результате этого авианалёта погибло около 1000 человек. 23 тысячи человек, которые спасались при бомбардировке в бомбоубежищах, оказались в ловушке разгоревшихся пожаров и были спасены благодаря инициативе лейтенанта пожарной охраны Рудольфа Прешера. По последним данным в воздушных боях в Брауншвейге погибло около 3500 человек, более 40 % из которых составляли иностранцы.

#### Конец войны в Брауншвейге
В конце Второй мировой войны Брауншвейг был сильно разрушен, 90 % центра города и около 42 % общей площади города превратились в руины под бомбовыми ударами британских и американских ВВС. Инфраструктура, железные и автомобильные дороги, газо- и водопровод также пострадали, город переполнили переселенцы, беженцы, солдаты всех родов войск, нехватка жилья и продовольствия усугубляли ситуацию.
По пути на Берлин соединения 30-й пехотной дивизии США под управлением генерала Леланда С. Хоббса достигли первых деревень и предместий Брауншвейга 8 апреля 1945 года. Национал-социалисты во главе с премьер-министром Дитрихом Клаггесом пытались организовать в Брауншвейге «сопротивление до последнего патрона», но столкнулись с сопротивлением населения, уставшего от войны. Тем не менее, 10 апреля 1945 года на переговорах с американцами о сдаче города военный комендант Брауншвейга генерал-лейтенант Карл Фейт отказался от капитуляции. Вслед за этим начался артиллерийский обстрел Брауншвейга, а штурмовая авиация бомбила город до вечера 11 апреля. В тот же день действующий обер-бургомистр, член НСДАП Ганс-Иоахим Мертенс покончил жизнь самоубийством. Клаггес назначил его преемником адвоката Эриха Боклера. Руководитель окружного управления НСДАП Хайлиг и другие крупные функционеры НСДАП в ночь бежали от наступавших американских войск.
Война закончилась для Брауншвейга подписанием капитуляции города 12 апреля 1945 года в 02:59. Вслед за этим американцы вошли в город без боя. Премьер-министр Клаггес был арестован 13 апреля, союзническое военное правительство въехало в дом Фельтхайма на Крепостной площади. 5 июня командование было передано британским вооружённым силам. Брауншвейг тем самым вошёл в британскую зону оккупации.

## Послевоенное время

### Восстановление
Разбор завалов официально начался в городе 17 июня 1946 года. Размеры руин оценивались в 3 670 500 м³. Брауншвейг оказался в ряду самых разрушенных городов Германии. На карте завалов 1948 года в опустевшем центре города отмечены лишь многочисленные проложенные пути узкоколеек, использовавшихся для вывоза мусора.

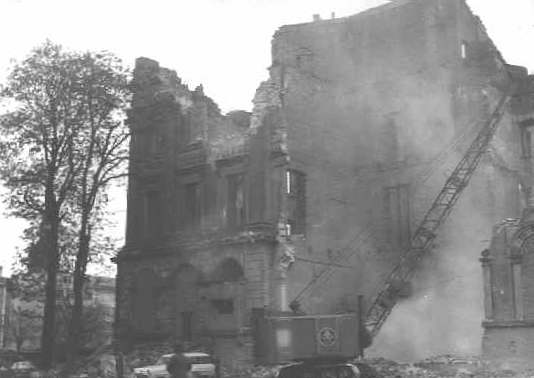
Снос Брауншвейгского дворца в 1960 году

Очистка города от руин продолжалась в течение 17 лет, лишь в 1963 году город официально заявил об окончании разбора руин. Но на самом деле они продолжались ещё несколько лет. Кое-где пустыри сохранились и до настоящего времени. В 1990-е годы город приступил к заполнению последних заметных брешей в застройке.
Восстановление Брауншвейга в 1950-60-е годы продвигалось быстрыми темпами, ощущалась острая нехватка жилья для прибывших переселенцев и беженцев, нужно было восстанавливать повреждённую инфраструктуру. Поскольку центр города лежал в руинах, проектировщики, застройщики и архитекторы так называемой «Брауншвейгской школы» под руководством Фридриха Вильгельма Кремера воспользовались предоставившейся возможностью и до конца 1970-х годов проектировали новый современный и прежде всего приспособленный для автомобильного транспорта город. Это привело к дополнительным разрушениям и сносу исторической городской застройки под возводившиеся широкие городские магистрали. Прежний силуэт города намеренно игнорировался, повреждённые здания вместо реставрации часто спешно сносились, а транспорт и автомобиль стал главным критерием для «нового Брауншвейга». По центру города как будто прошла вторая волна разрушения Брауншвейга.

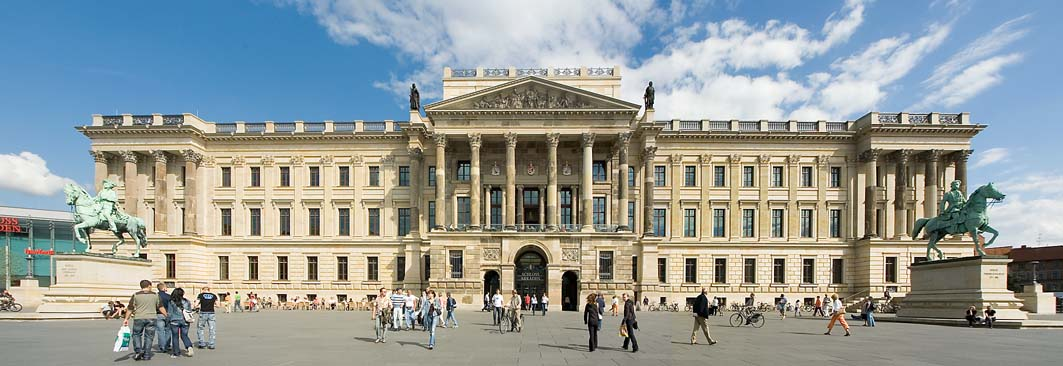
Фасад Брауншвейгского дворца по окончании реконструкции в августе 2007 года

Последовавшее разрушение исторического и культурного наследия, например, снос многочисленных памятников средневековой архитектуры, барокко и классицизма, как, например, перенос главного вокзала Брауншвейга из южной части центра на отдалённую тогда площадь Фридрихплац (которая сейчас входит в Берлинскую площадь) в 1960 году и переоборудование в связи с этим восточного вокзала под главный вокзал, вносило изменения в существовавшую городскую инфраструктуру. Незначительно пострадавшие в войну крупные площади в юго-восточной части города были разрушены в ходе строительных работ.

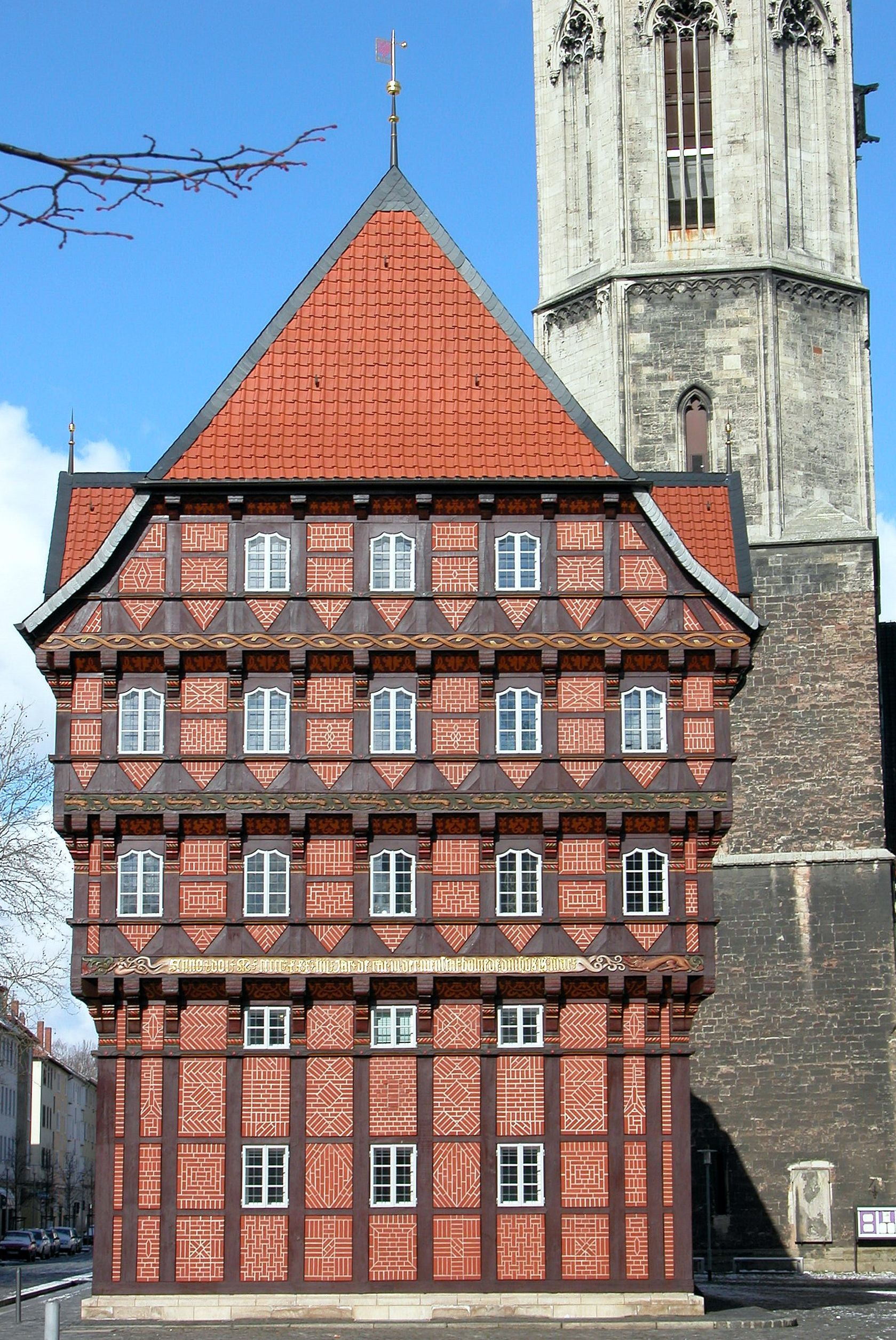
Альте-Ваге

Снос сильно разрушенного Брауншвейгского дворца в 1960 году вопреки воле многих жителей города сопровождался многочисленными демонстрациями и острыми дискуссиями. Новая земля Нижняя Саксония в середине 1950-х годов поставила Брауншвейг перед дилеммой: полностью восстановить дворец или снести его. Политическое решение было принято в пользу сноса. Как и в случаях с Фрауэнкирхе в Дрездене, берлинским Городским дворцом и другими известными шедеврами архитектуры в других городах, снос этого символа города был воспринят широкими слоями населения как утрата идентичности.
Территория дворцового парка была увеличена за счёт возникшего пустыря, в середине 2005 года весь парк за исключением пары деревьев был уничтожен. В том же году после длительных острых дискуссий, напомнивших о 1960 годе, город принял решение о частичной реконструкции фасада дворца с использованием сохранившихся архитектурных элементов и встраивания его в крупный торговый и культурный центр. Эти работы завершились весной 2007 года.
Другим примером восстановления поначалу утраченных исторических архитектурных объектов является полностью разрушенная во Вторую мировую войну здание Альте-Ваге, реконструированное на своём историческом месте в 1991-94 годах с использованием старых ремесленных техник.

### Реорганизация земли Брауншвейг
После вступления земли Брауншвейг в новосозданную федеральную землю Нижняя Саксония в 1946 году был создан административный округ Брауншвейг, по своему значению идентичный правительственному округу, в который в частности вошли окружной город и район Брауншвейг.
28 февраля 1974 года в рамках реформы районов в Нижней Саксонии район Брауншвейг была распущен, а его территория разделена между соседними районами. Сам город остался окружным. В 1978 году из административного округа Брауншвейг был создан правительственный округ Брауншвейг. Правительственные округа были ликвидированы в земле Нижняя Саксония 1 января 2005 года.

### Торговля, экономика, наука
В своей истории Брауншвейг пережил многочисленные, отчасти драматические перемены. Он прошёл путь от средневекового города купцов и ремесленников к герцогской резиденции и гарнизонному городу в XVII—XVIII веков, а в новейшую эпоху стал промышленным центром и центром оборонной промышленности, затем оказался в пограничной зоне и теперь превратился в научно-исследовательский центр («Город науки — 2007»).

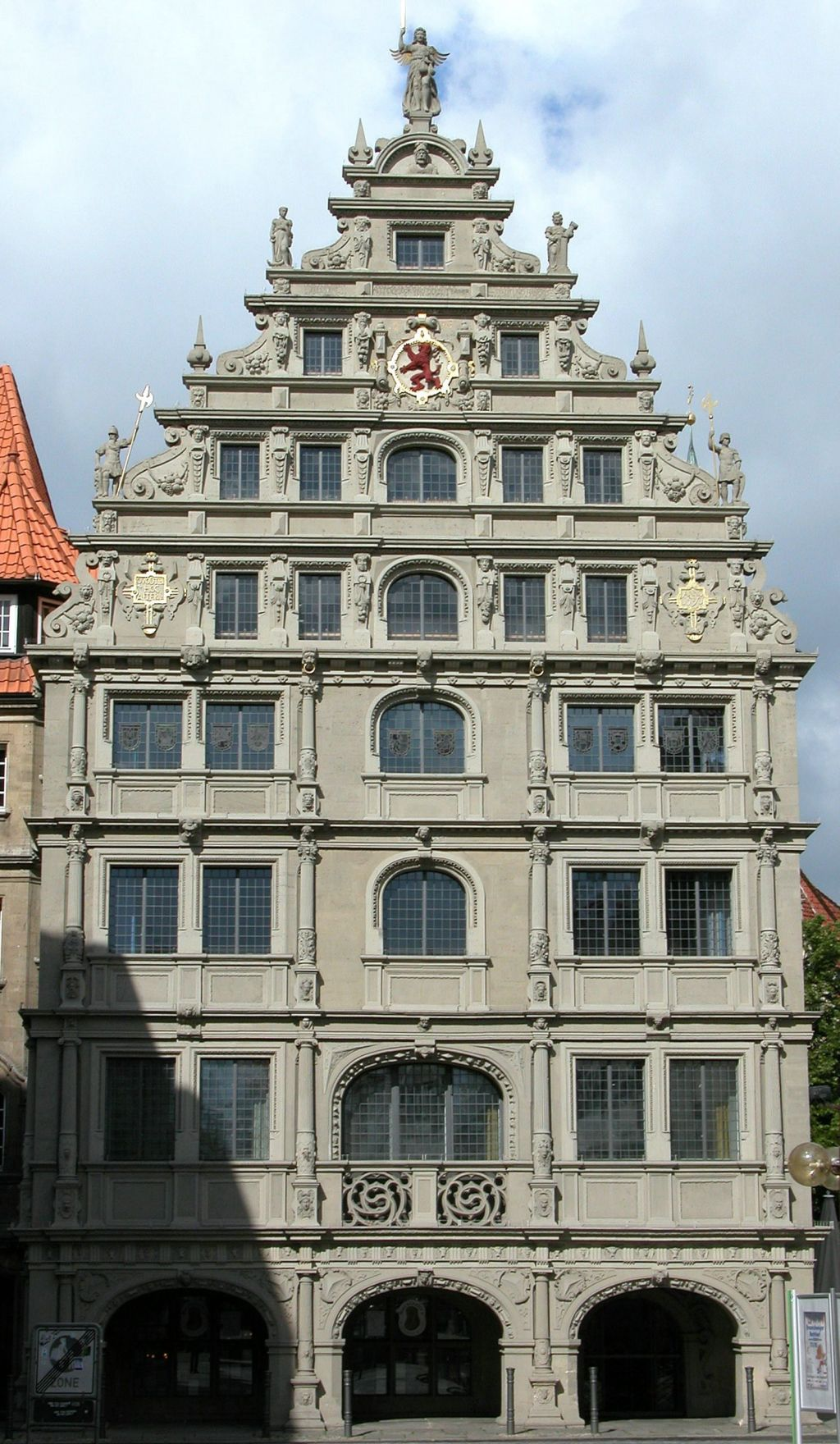
Восточный фасад Гевандхауса

Отголоски былого богатства можно и сейчас обнаружить в архитектуре города, например в Гевандхаусе или здании старой городской ратуши, а также многочисленных частично разрушенных в войну и отстроенных заново зданиях. Архитекторами выступили Герман Корб, Карл Теодор Отмер и Петер Йозеф Краэ.
Облик города определяли существовавшие до XIX века ремесленные предприятия и художественные промыслы, как, например, семья гравёров Бек, которая на протяжении 80 с лишним лет снискала себе славу по всей Европе, семья Штобвассер, чья мануфактура лаковой живописи и предметов роскоши с 1844 года находилась в Брауншвейге и до настоящего времени является самой старой скрипичной мастерской Германии. Инструменты изготавливали также компании Grotrian-Steinweg и Wilhelm Schimmel Pianofortefabrik GmbH.
Брауншвейг известен также как финансовый центр, с 1763 года существует банковский дом Лёббеке, спустя два года в 1765 году герцог Карл I учредил «Герцогский заёмный дом», из которого вышел Брауншвейгский государственный банк.
Постепенная индустриализация в середине XIX века тесно связана со строительством в 1838 году первого участка немецкой железной дороги — Герцогской Брауншвейгской государственной железной дороги, которая соединила вокзал Брауншвейга с Вольфенбюттелем. В 1841 году герцогство Брауншвейг вступило в Германский таможенный союз, в 1864 году была введена свобода предпринимательства.

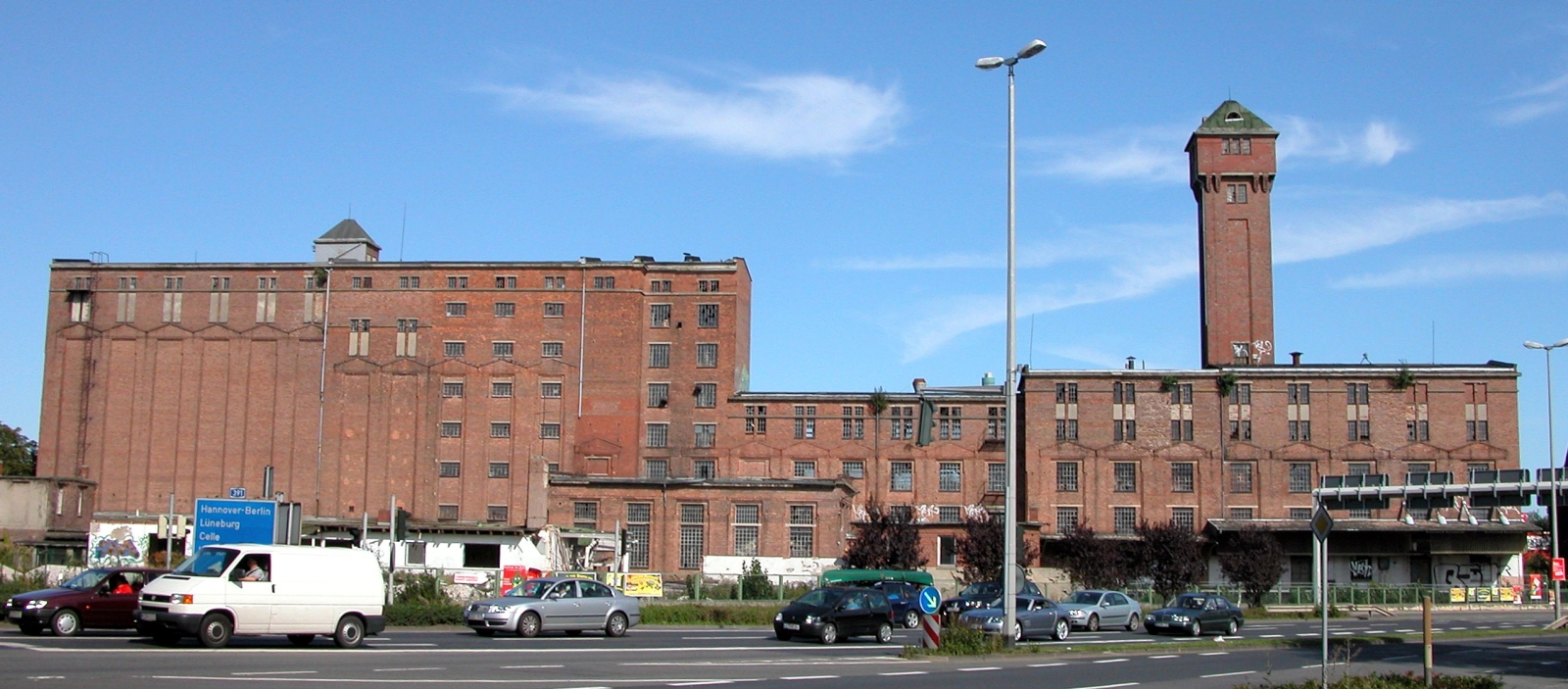
Мукомольный завод в Лендорфе 1912 года. Снимок 2006 года

Как следствие, в Брауншвейг и его окрестности переместились многочисленные промышленные предприятия, которые в свою очередь обусловили наплыв рабочей силы. В 1890 году численность населения перешагнула 100-тысячную отметку. Появлялись новые предприятия, например, в области машиностроения, консервной промышленности и сигнальной техники. Сегодня завод Siemens в Брауншвейге — самое крупное предприятие, производящее железнодорожную сигнальную технику. Также работают предприятия Büssing AG (грузовые автомобили и омнибусы) и Mühlenbau- und Industrieaktiengesellschaft (промышленные мукомольное оборудование).
Экономический рост повлёк учреждение или перевод в Брауншвейг предприятий, отчасти существующих до настоящего времени: издательство
Vieweg и Westermann или производители фотокамер Voigtländer и Rollei. В 1938 году в Брауншвейге открылся первый завод Volkswagen.
Тяжёлым ударом для города и региона после Второй мировой войны стал раздел страны, поскольку Брауншвейг, оказавшийся в пограничной зоне, и был отнесён к структурно слабым регионам и начиная с 1965 года получал соответствующее дополнительное финансирование. Этот экономически сложный период закончился в 1989 году с объединением Германии. С этого времени Брауншвейг вновь занимает центральное место и перестал слыть окраиной Германии.

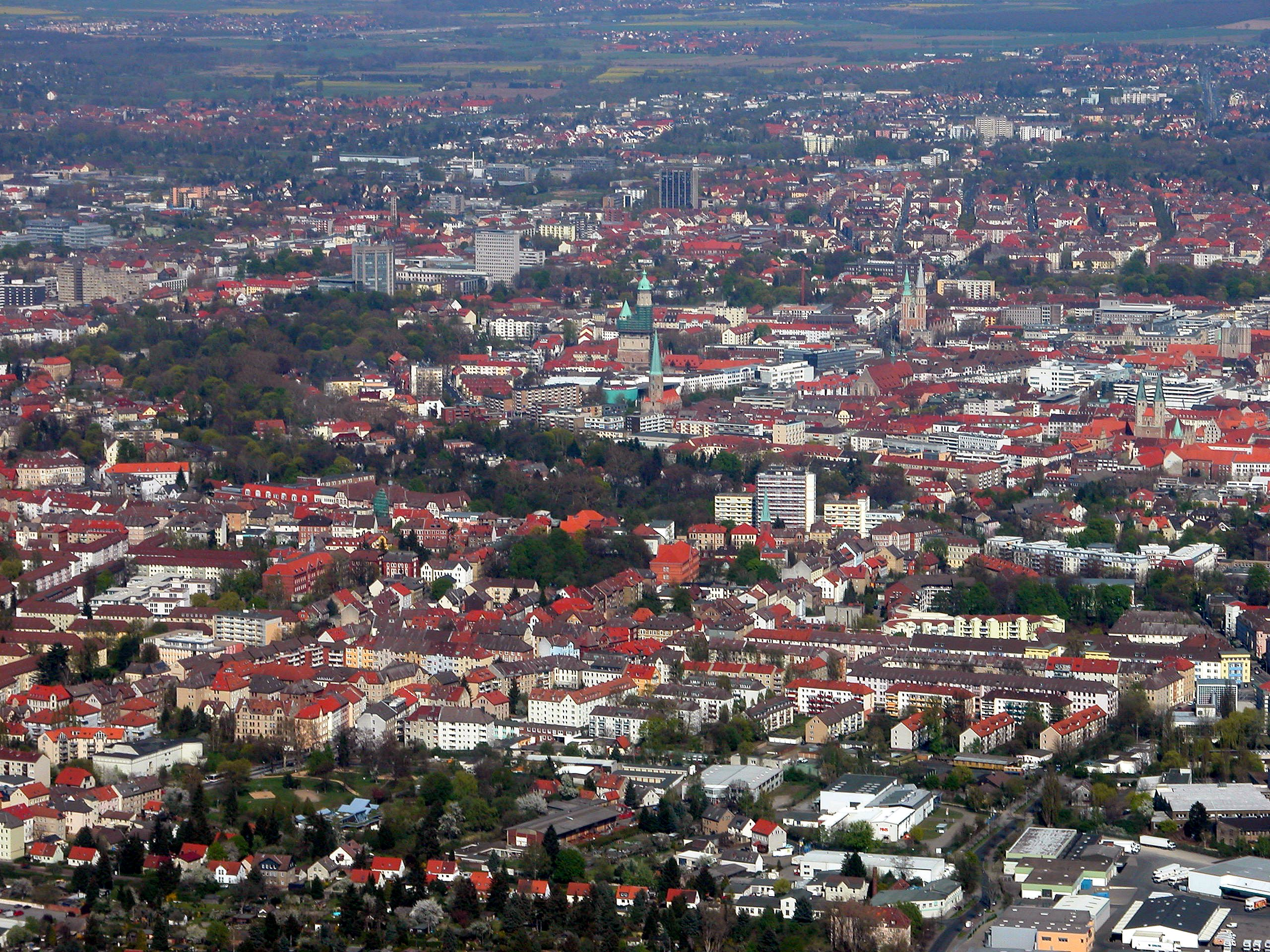
Вид на Брауншвейг с запада

Мировую славу снискал себе Научно-исследовательский центр Брауншвейг, выросший на базе Брауншвейгского технического университета, преемника учреждённого в 1745 году Карловского коллегиума, и благодаря родившимся в Брауншвейге учёным Карлу Фридриху Гауссу и Рихарду Дедекинду. В 2007 году Объединение учредителей немецкой науки присвоило Брауншвейгу звание «Город науки — 2007». В соответствии с отчётом статистического ведомства Европейского союза в Брауншвейге обнаруживается самая высокая интенсивность в сфере исследований и развития. Вместе со Штутгартом Брауншвейг относится к регионам Европейского союза, где работает большинство наёмного персонала сектора высоких передовых технологий, составляющего 22 %.